# Bapaume
Pour l’article homonyme, voir Bapaume (aviso).
Bapaume est une commune française située dans le département du Pas-de-Calais en région Hauts-de-France. Ses habitants sont appelés les Bapalmois et Bapalmoises. La commune est le siège de la communauté de communes du Sud-Artois. Sur le plan administratif, elle fait partie de l'arrondissement d'Arras, et sur le plan électoral, elle est bureau centralisateur de son canton.
La commune de Bapaume (nom officiel depuis 1801) est située dans le sud-est du département du Pas-de-Calais à 23 km, à vol d'oiseau, au sud de la commune d’Arras. C’est une commune de type bourg rural avec une population de 3 718 habitants au dernier recensement de 2022, elle a connu un pic de population en 1999 avec 4 331 habitants.
Durant la guerre franco-allemande de 1870 eut lieu la bataille de Bapaume qui opposa le général Louis Faidherbe à la tête de l'Armée du Nord aux Prussiens. À la suite de la Première Guerre mondiale, la commune est décorée de la croix de guerre 1914-1918.

## Géographie

### Localisation
Localisée dans le sud-est du département du Pas-de-Calais, Bapaume est une commune située, à vol d'oiseau, à 23 km au sud de la commune d’Arras (chef-lieu d'arrondissement et préfecture du Pas-de-Calais).
Le territoire de la commune est limitrophe de ceux de sept communes.
Les communes limitrophes sont Favreuil, Ligny-Thilloy, Riencourt-lès-Bapaume, Avesnes-lès-Bapaume, Bancourt, Beaulencourt et Biefvillers-lès-Bapaume.

### Géologie et relief
La superficie de la commune est de 5,76 km2 ; son altitude varie de 108  à   137 mètres. La commune est située au cœur du seuil du Cambrésis, aussi appelé seuil de Bapaume.

### Hydrographie
Le territoire de la commune est situé dans le bassin Artois-Picardie. Elle n'est drainée par aucun cours d'eau,.

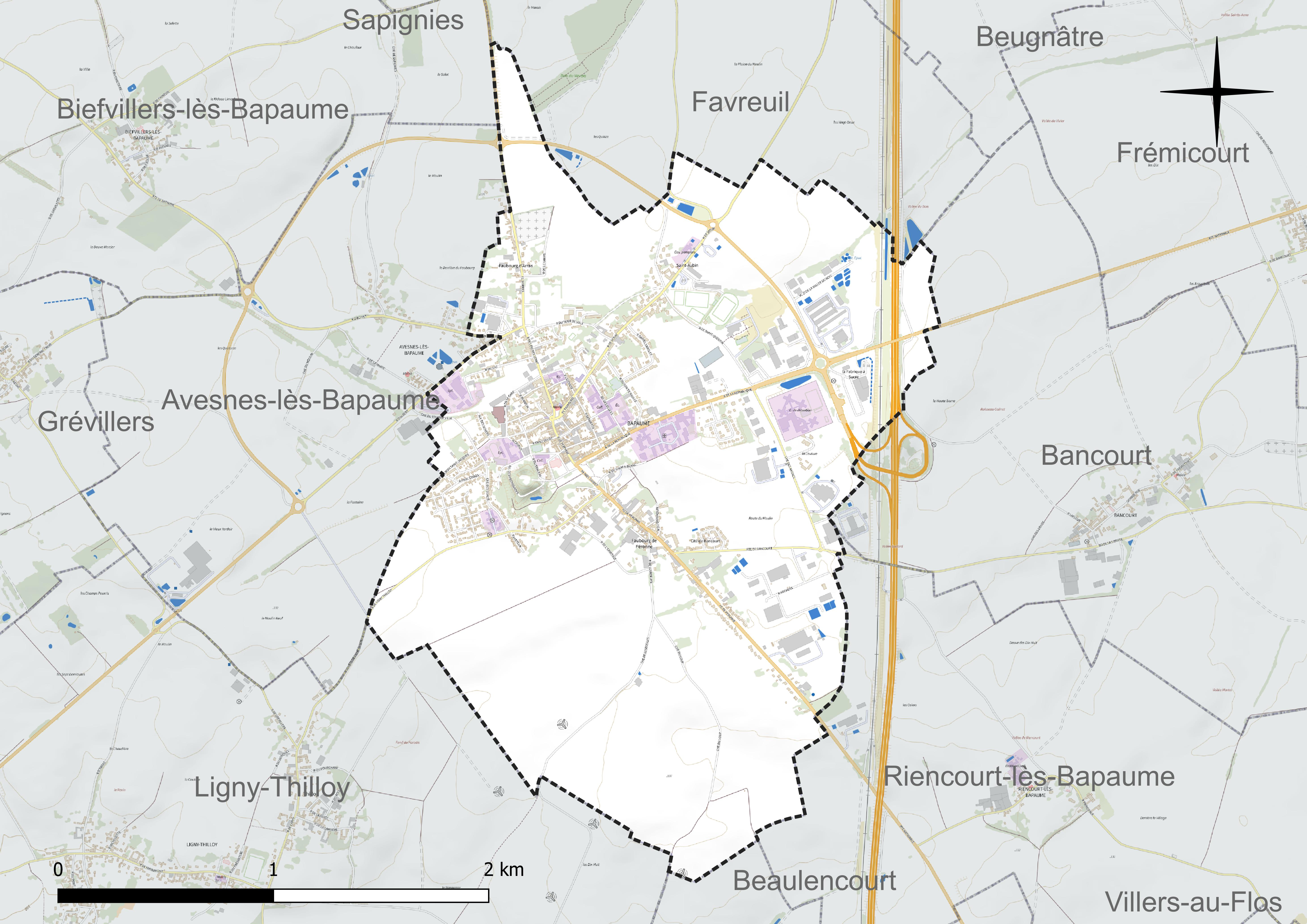
Réseau hydrographique de Bapaume.

### Climat
Pour des articles plus généraux, voir Climat des Hauts-de-France et Climat du Pas-de-Calais.
En 2010, le climat de la commune est de type climat océanique dégradé des plaines du Centre et du Nord, selon une étude du CNRS s'appuyant sur une série de données couvrant la période 1971-2000. En 2020, Météo-France publie une typologie des climats de la France métropolitaine dans laquelle la commune est exposée à un climat océanique et est dans la région climatique Nord-est du Bassin parisien, caractérisée par un ensoleillement médiocre, une pluviométrie moyenne régulièrement répartie au cours de l'année et un hiver froid (3 °C).
Pour la période 1971-2000, la température annuelle moyenne est de 9,9 °C, avec une amplitude thermique annuelle de 14,6 °C. Le cumul annuel moyen de précipitations est de 772 mm, avec 11,4 jours de précipitations en janvier et 9,2 jours en juillet. Pour la période 1991-2020, la température moyenne annuelle observée sur la station météorologique la plus proche, située sur la commune de Wancourt à 16 km à vol d'oiseau, est de 10,8 °C et le cumul annuel moyen de précipitations est de 711,4 mm,. Pour l'avenir, les paramètres climatiques de la commune estimés pour 2050 selon différents scénarios d'émission de gaz à effet de serre sont consultables sur un site dédié publié par Météo-France en novembre 2022.

### Paysages
Pour un article plus général, voir Paysage en France.
La commune s'inscrit dans les « paysages des grandes plaines arrageoises et cambrésiennes » tels qu'ils sont définis dans l'atlas de paysages de la région Nord-Pas-de-Calais, conçu par la direction régionale de l'Environnement, de l'Aménagement et du Logement (DREAL),.
Ces « paysages des grandes plaines arrageoises et cambrésiennes », qui concernent 238 communes, sont constitués de 80,36 % de cultures, de 8,01 % d'espaces artificialisés avec les communes principales de Cambrai, Caudry, Bapaume et Avesnes-le-Comte, de 7,25 % de prairies naturelles, permanentes, de 3,19 % de forêts et de milieux semi-naturels, 0,77 % de friches industrielles, de 0,38 % de cours d'eau et plan d'eau et de 0,04 % d’espaces industriels. Ces paysages sont dominés par les « grandes cultures » de céréales et de betteraves industrielles qui représentent 70 % de la surface agricole utilisée (SAU).

## Urbanisme

### Typologie
Au 1er janvier 2024, Bapaume est catégorisée bourg rural, selon la nouvelle grille communale de densité à sept niveaux définie par l'Insee en 2022.
Elle appartient à l'unité urbaine de Bapaume, une agglomération intra-départementale regroupant deux  communes, dont elle est ville-centre,,. Par ailleurs la commune fait partie de l'aire d'attraction de Bapaume, dont elle est la commune-centre,. Cette aire, qui regroupe 21 communes, est catégorisée dans les aires de moins de 50 000 habitants,.

### Occupation des sols
L'occupation des sols de la commune, telle qu'elle ressort de la base de données européenne d'occupation biophysique des sols Corine Land Cover (CLC), est marquée par l'importance des territoires agricoles (58,6 % en 2018), en diminution par rapport à 1990 (72,2 %). La répartition détaillée en 2018 est la suivante : 
terres arables (57,6 %), zones urbanisées (24 %), zones industrielles ou commerciales et réseaux de communication (17,4 %), zones agricoles hétérogènes (0,9 %). L'évolution de l'occupation des sols de la commune et de ses infrastructures peut être observée sur les différentes représentations cartographiques du territoire : la carte de Cassini (XVIIIe siècle), la carte d'état-major (1820-1866) et les cartes ou photos aériennes de l'IGN pour la période actuelle (1950 à aujourd'hui).

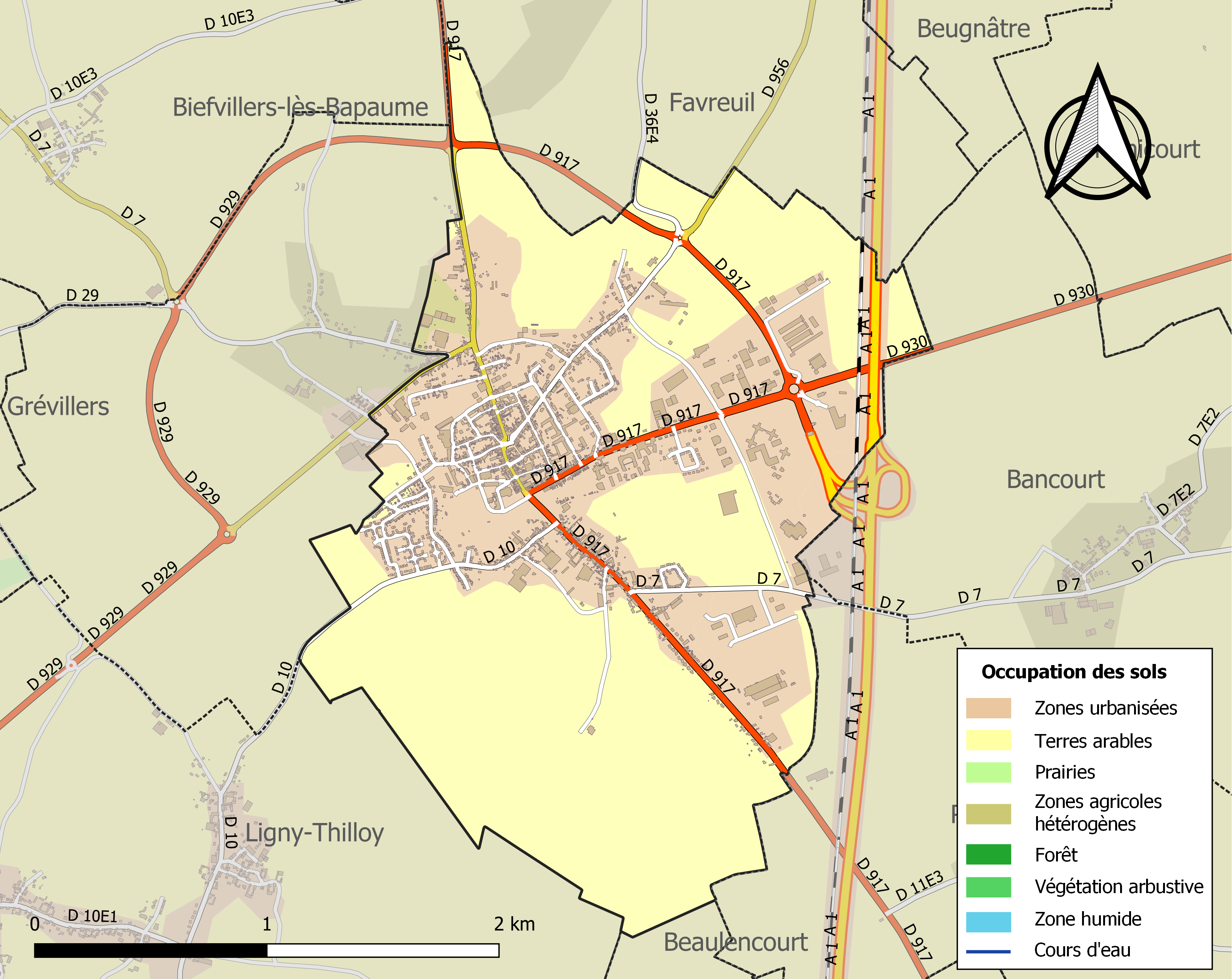
Carte des infrastructures et de l'occupation des sols de la commune en 2018 (CLC).

### Voies de communication et transports

#### Le seuil de Bapaume
La ville de Bapaume a été marquée par sa position que certains ont appelé le « seuil de Bapaume », point de passage entre l'Artois, la plaine de Flandre d'une part et la vallée de la Somme et le Bassin parisien d'autre part. Dès le milieu du XIe siècle, on parle du péage de Bapaume, qui fut révisé en 1202 puis en 1442.
Beaucoup de voies passent par Bapaume, d'anciennes routes entre les deux régions puis l'autoroute (1965) et le TGV (1993). Cependant au XIXe siècle, le conseil municipal s'opposa au passage sur son territoire de la voie ferrée Paris-Lille.
Cette position fut regrettée car dès 1859 la municipalité réclamait la création d'une voie ferrée reliant Achiet-le-Grand (voie Paris-Lille) à Bapaume à traction animale. La voie ferrée reliant ces deux communes ne fut mise en service qu'en 1871, avec traction à vapeur.

#### Voies de communication
Bapaume est desservie par :
- la RD 917, ancienne route nationale 17 (ex-RN37), axe routier Paris-Lille ;
- la RD 929 et la RD 930, ancienne route nationale 30, et toutes les deux ex-RN 29 (avant 1974) entre Albert et Cambrai sur l'axe routier Amiens Valenciennes ;
- l'autoroute A1 Paris-Lille via Arras[19].

#### Transport ferroviaire
La commune, qui est traversée par la ligne LGV Nord, se trouve, à 31 km de la gare TGV Haute-Picardie, implantée sur la LGV Nord, à mi-distance entre Amiens et Saint-Quentin. Elle est desservie par des TGV reliant l'agglomération lilloise et Bruxelles aux grandes métropoles régionales françaises, via les gares TGV de la périphérie de Paris (dont celle de l'aéroport Charles-de-Gaulle), et à 6,5 km de la gare d'Achiet, située sur la ligne de Paris-Nord à Lille, qui est une halte voyageurs de la Société nationale des chemins de fer français (SNCF), desservie par des trains TER Hauts-de-France.
Jusqu'en 2010, la commune disposait de la gare de Bapaume, une ancienne gare ferroviaire de la ligne d'Achiet à Marcoing, située près du centre-ville de Bapaume, ainsi qu'à proximité de la commune d'Avesnes-lès-Bapaume. Son bâtiment voyageurs est détruit en 2015.

## Toponymie

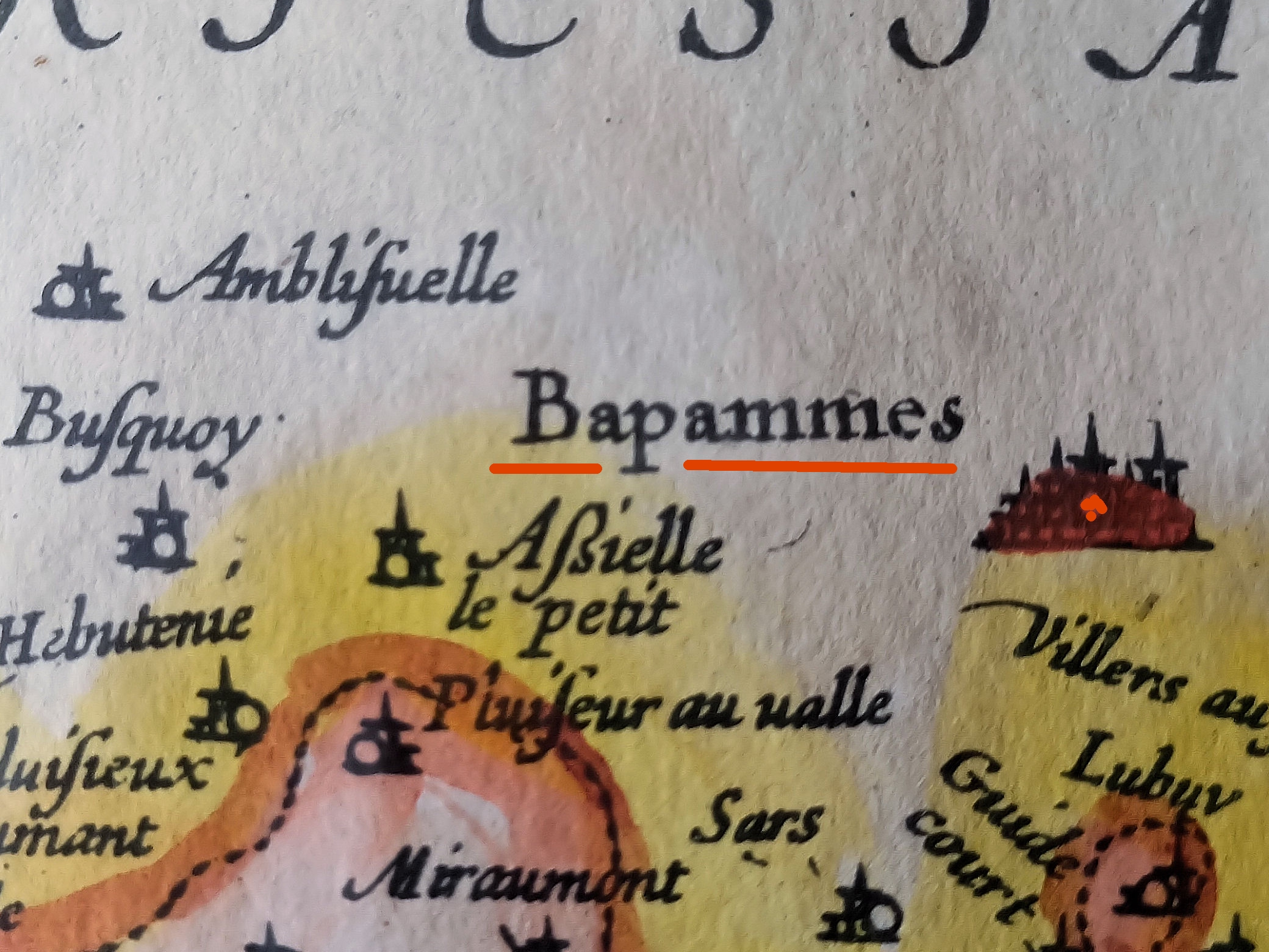
Sur une carte de la Picardie de 1620, Bapaume se nommait Bappammes.

Le nom de la localité est attesté sous les formes Baetpalmæ (1155) ; Bathpalmæ (1156) ; Batpalmes, Batpaumes, Bapalmæ, Batpalmæ (XIIe siècle) ; Bappalmæ (1247) ; Bepaumes (1250) ; Batpamæ (1255) ; Bapaumes (1256) ; Bappaumes (1273) ; Bappalmes (1287) ; Baupaumes (1298) ; Bappamez (1311) ; Baipames (1322) ; Bappammez (1363) ; Beaupaumes (1376) ; Babapmes (XIVe siècle) ; Bepaumes (XIVe siècle) ; Balpammes (1462) ; Bappames (1469) ; Bapaulmes (1477).
Bapaume, d'abord attestée sous la forme « Batpalmis » en 1142, et « Batpalmas » dès 1127, également « Batpalmen » ou « Bapalmen » en flamand, signifie « bats tes paumes » dans le sens « afflige-toi », à cause de la pauvreté du terrain ou de quelque dévastation passée. Jadis, l'expression « battre ses paumes » était un signe de désespoir, d'affliction et a donné quelques noms de lieux du type Bapaume, évoquant le désespoir du paysan qui travaillait pour peu.

## Histoire

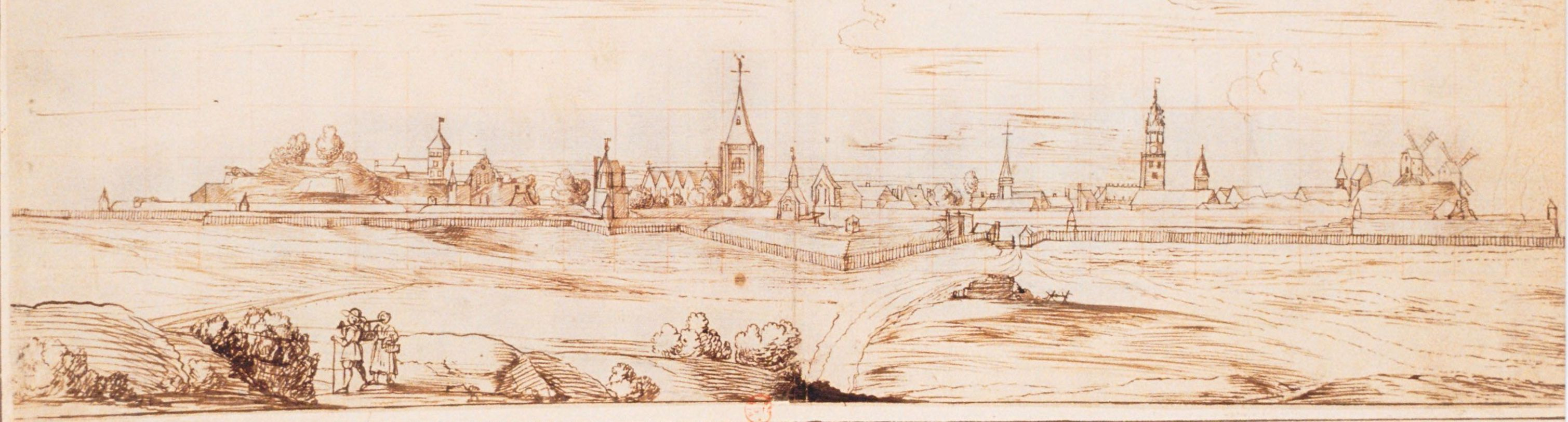
Vue générale, porte de Péronne.

### Premiers Bapaume
La ville actuelle n'est pas à son emplacement primitif. Pendant la période gauloise, la ville est située à environ 1 500 m à l'ouest, à proximité immédiate d'une source abondante, la source de la Sensée. Pendant le haut Empire romain cette ville prospéra en bordure de la voie reliant Bavay à Amiens. Cette période dura environ trois siècles.
Les invasions barbares de 255 à 280 environ détruisirent totalement ce premier Bapaume.
Sous le Bas-Empire romain, la ville est reconstruite au même endroit par les colons bataves enrôlés en tant que soldats-paysans. Des buttes défensives sont construites tout autour dont une à l'emplacement de l'actuel Bapaume, la route reliant Arras à Saint-Quentin et à Péronne est déviée pour être implantée à proximité de la butte.
Cette ville s'appelait Helena et fut le lieu où Aetius repoussa la tentative d'invasion des Francs en 448. Cette invasion fut réussie en 454 et mit fin à la présence romaine.
Pendant les siècles suivants la ville fut dévastée à plusieurs reprises. Sur la butte romaine, les Francs construisirent un château. La région était peuplée de bandits qui se cachaient dans la forêt d'Arrouaise. L'un d'eux, Bérenger, s'empara même du château par ruse et en fit son repaire. Après sa mort, les habitants de Helluin (Helena) vinrent se mettre à l'abri à proximité du fort et c'est ainsi que naquit Bapaume. Helluin disparut progressivement. C'est grâce aux fouilles entreprises à cet endroit à plusieurs reprises que l'on retrouva les traces de cette ville et son histoire.

### Comtes de Flandres
Progressivement la ville prend de l'importance, le trafic principal n'était plus Est-Ouest mais Nord-Sud, pour garantir le passage contre les bandits un péage est instauré par les comtes de Flandres, des soldats escortant les marchands sur une partie de la traversée de la forêt d'Arrouaise et au nord de la ville. Grâce à ce péage des églises se construisent.
Les seigneurs de Bapaume sont sous la tutelle des comtes de Flandres. Raoul de Bapaume est cité comme compagnon de Guillaume à la conquête de l'Angleterre en 1066.
Le 28 avril 1180 le mariage de Philippe Auguste et de Isabelle de Hainaut fille de Baudouin V est célébré à Bapaume. Le mariage fut célébré par Roger de Rosoy évêque de Laon. À la suite de la mort sans héritier, en juin 1191, du comte de Flandre Philippe d'Alsace, Philippe Auguste prend possession effective de l'Artois, comprenant les places d'Arras, Bapaume, Hesdin, Saint-Omer et Aire-sur-la-Lys, ainsi que la suzeraineté sur les comtés de Boulogne, Guînes et Saint-Pol, et de la place vermandoise de Péronne.

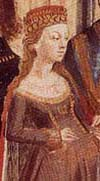
Isabelle de Hainaut.
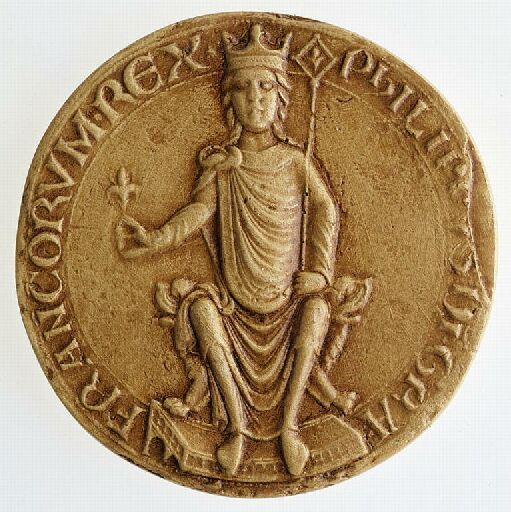
Sceau de Philippe Auguste.

### Royaume de France et comté d'Artois
Philippe Auguste revint plusieurs fois à Bapaume pour octroyer des chartes communales. La ville prend son indépendance : construction d'un hôtel de ville avec beffroi, création du blason et d'un sceau, elle a une milice bourgeoise. En 1202, le péage est révisé une première fois puis une seconde fois en 1291. C'est Louis IX de France, en 1237 qui rattacha Bapaume au comté d'Artois passant sous la coupe de Robert d'Artois, son frère, à condition d'en faire hommage aux rois de France. La ville vécut une période de prospérité due au péage et au tissage du lin en toiles très fines (batiste) par les mulquiniers dans la campagne. À la tête du comté d'Artois se succédèrent Robert Ier d'Artois, Robert II d'Artois et Mahaut d'Artois. Le neveu de cette dernière qui se faisait appeler Robert III d'Artois revendiqua le trône longuement et pour se venger alla chercher l'aide des Anglais et il s'ensuivit une longue période de guerre, désastres.

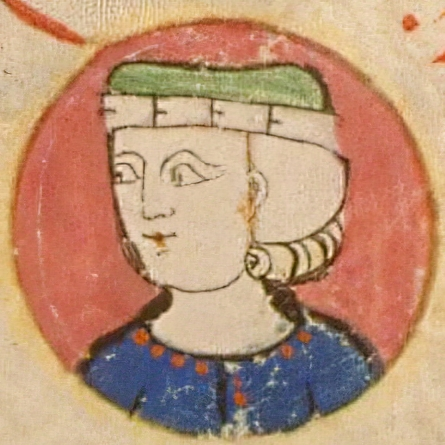
Robert I.
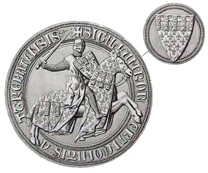
Robert II.
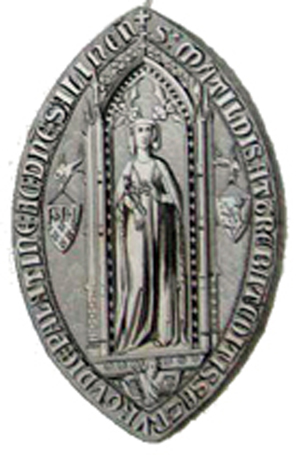
Mahaut d'Artois.
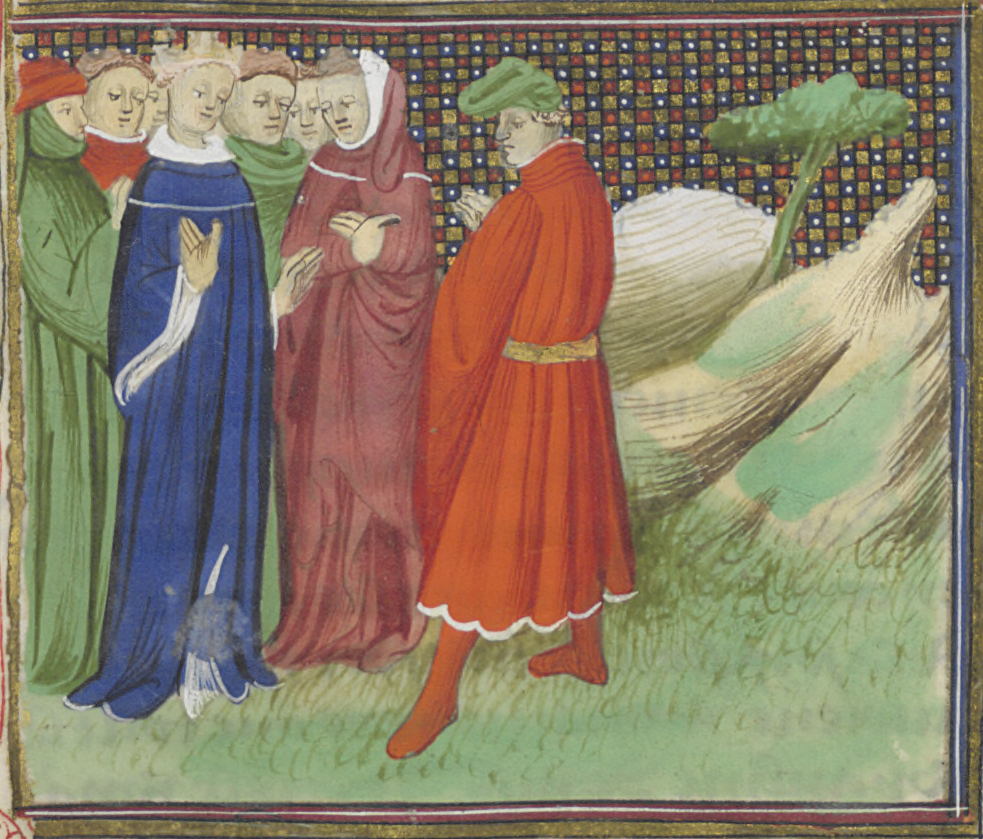
Robert III et le roi Édouard III.

La comtesse Mahaut résida souvent au château car elle voyageait beaucoup. Elle y avait sa chambre et y a entrepris de nombreux travaux de fortification. À la mort de Mahaut, Bapaume passa sous la coupe du comte de Flandres en 1330. Celui-ci fit entreprendre des grands travaux et notamment une muraille d'enceinte et de grands fossés autour de la ville en 1335. L'ensemble château et ville constituait une des plus belles places fortes et était appelée « clef de l'Artois ».

### Guerre de Cent Ans
Ces fortifications protégèrent les habitants de Bapaume à maintes reprises des affreuses déprédations auxquelles se livrèrent les Anglais dans cette guerre. Le bailliage de Bapaume souffrit terriblement pendant cette période ; c'est à cette époque que les habitants des villages se cachaient dans les muches creusées dans le sous-sol crayeux.

### Ducs de Bourgogne
Bapaume fut sous la coupe des ducs de Bourgogne de 1383 à 1494, c'est dans cette ville que Jean sans Peur vint se réfugier après l'assassinat du duc d'Orléans en 1407 et c'est à Bapaume qu'il réunit son armée pour entrer en campagne le 30 janvier 1414. En juillet 1414 le roi de France fit le siège de Bapaume ; la garnison de Jean sans Peur se rendit et Charles VI alla faire le siège d'Arras par la suite. Un traité de paix fut signé le 30 août, Bapaume fut rendu à Jean sans Peur, mais dans un triste état à tel point que le 3 septembre il n'y avait pas assez d'électeurs pour élire les échevins. Après la mort de Jean sans Peur son fils Philippe le Bon séjourna plusieurs jours au château en 1420 ; c'est lui qui en 1437 accorda à la ville de Bapaume deux foires franches par an. Une période de prospérité s'ensuivit, mais le 4 avril 1472, un terrible incendie ravagea la ville, puis elle fut pillée et brûlée par les troupes de Louis XI le 7 mai 1475 et en 1477. En 1486 Charles VIII s'attaqua de nouveau à l'Artois et donc à Bapaume, la région eut beaucoup à souffrir des combats entre les Bourguignons et les Français, en 1488 (le 4 juin) un incendie fit de nouveaux dégâts à la ville.

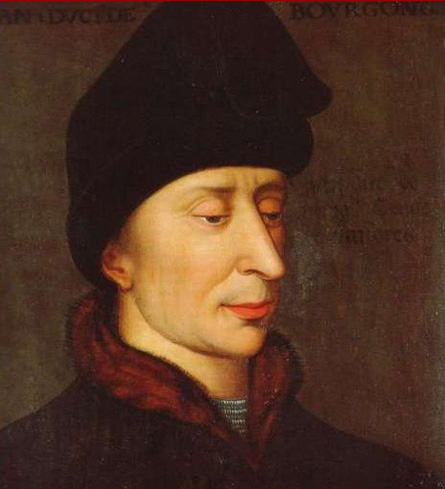
Jean sans Peur.
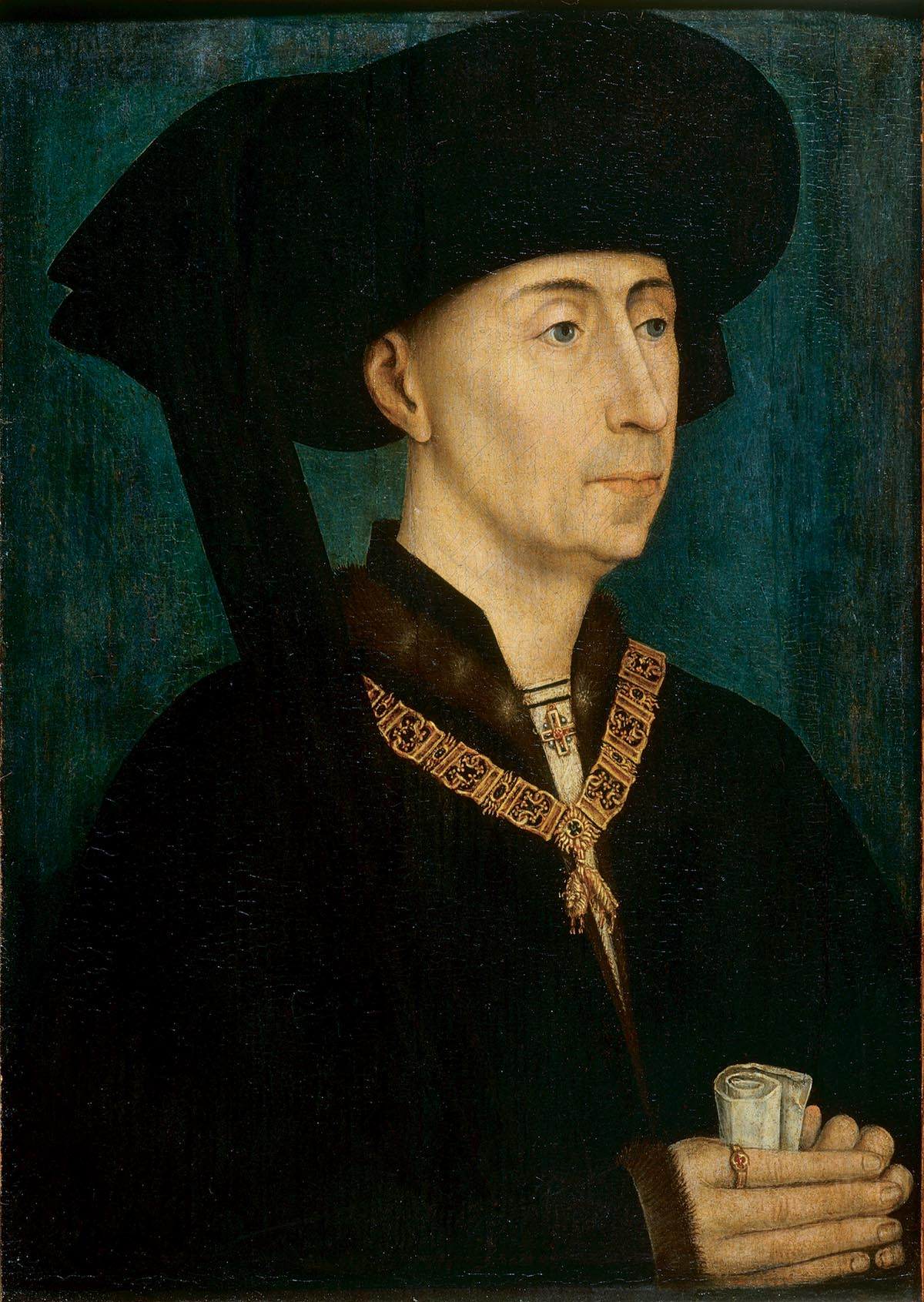
Philippe le Bon.

### Administration des Pays-Bas
C'est à la suite du traité de Senlis du 13 mai 1493 conclu entre le roi de France et Maximilien d'Autriche que Bapaume va être sous la domination de la maison d'Autriche et administrée par les gouverneurs des Pays-Bas et des gouverneurs nommés par les rois d'Espagne jusqu'en 1641. Une nouvelle ère de prospérité s'engage troublée par les tentatives des gouverneurs de restreindre les privilèges de la ville. Le 23 juillet 1509 le Mayeur Philippe Leclercq obtint un écrit énonçant les pouvoirs des mayeurs et échevins de Bapaume.
Bapaume souffrit beaucoup de la rivalité entre François Ier et Charles Quint, la ville fut dévastée par les Français le 15 octobre 1521, rendue à Charles Quint au traité de Madrid, elle fut à nouveau incendiée en 1543 bien qu'entretemps l'empereur eut donné l'ordre de reconstruire le château et les fortifications. La région fut encore ravagée par les armées françaises en 1554.

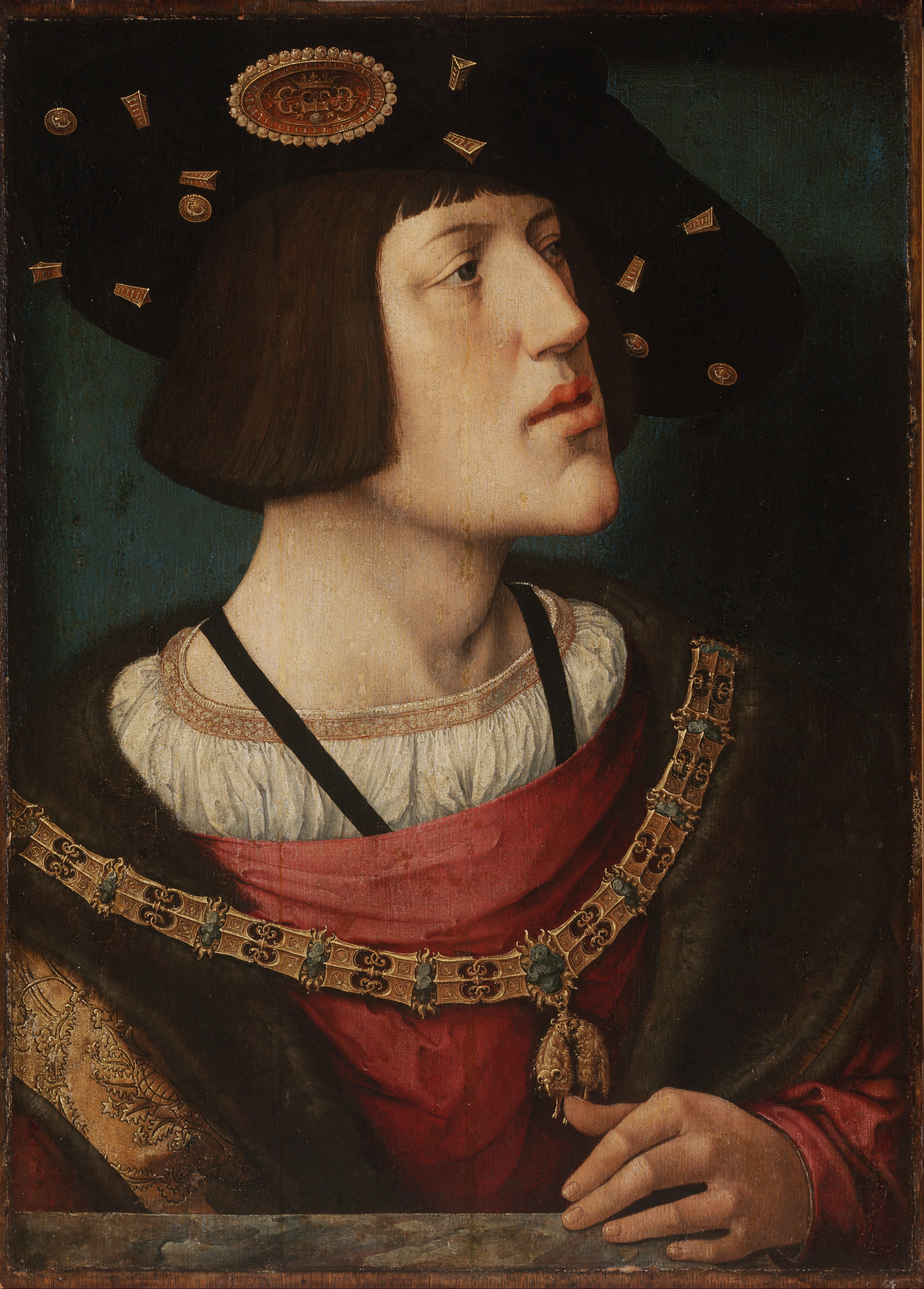
Charles Quint.
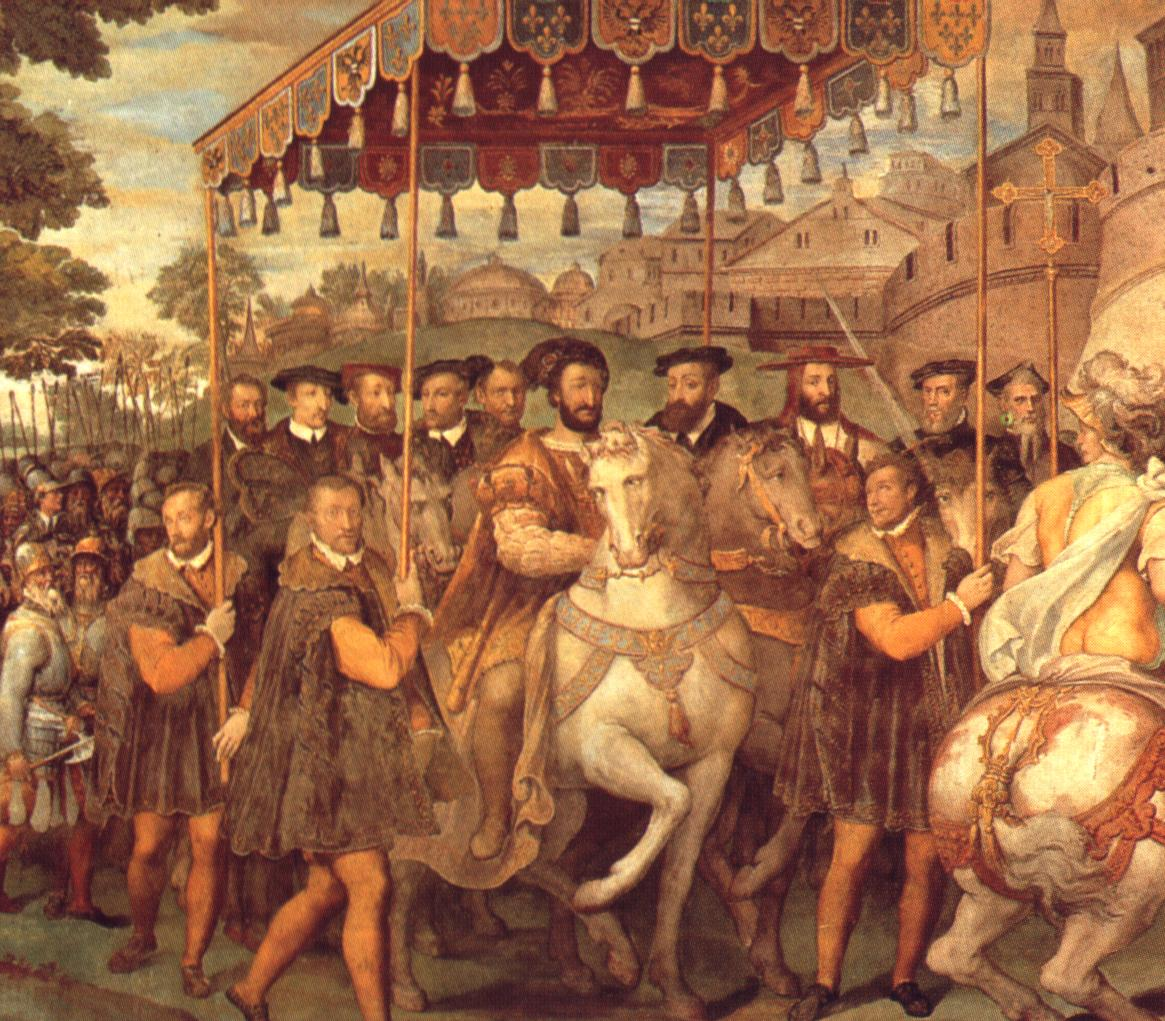
François Ier et Charles Quint entrent dans Paris (1540).

À la suite de la tentative d'un dénommé Lelievre pour prendre le château, les habitants de Bapaume obtinrent que les fortifications du château de la ville soit réunies en 1578. La période troublée par des incursions des dévastations dura jusqu'en 1598, année où fut signé le traité de Vervins (le 2 mai). Une ère de paix et de prospérité suivit, malgré une épidémie de peste en 1626, qui se termina en mars 1635 quand Louis XIII déclara la guerre à Philippe IV d'Espagne. Le 18 septembre 1641, Bapaume capitula après le siège de l'armée française. Cette capitulation fut fortement fêtée à Paris car Bapaume était considérée comme une des premières places fortes de l'Artois et de la Flandre.

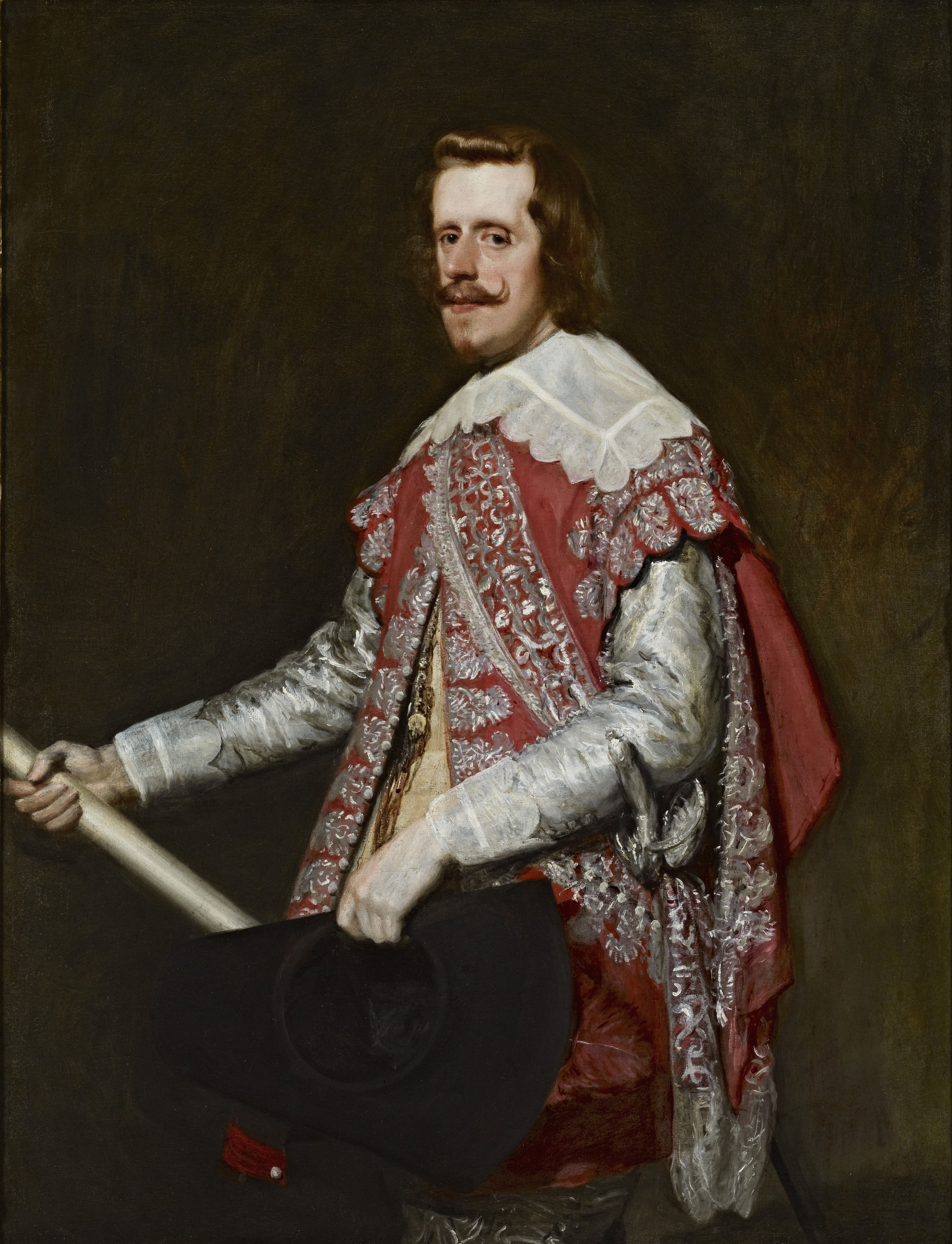
Philippe IV d'Espagne.

### Bapaume et le royaume de France
Louis XIII confirma les pouvoirs de la ville en 1642. Il fit conforter les retranchements qui avaient souffert pendant le siège. Cependant la ville et la campagne environnante eurent à souffrir encore de la présence des armées espagnoles et françaises jusqu'en 1654 (prise d'Arras par Louis XIV qui à cette occasion passa à Bapaume par deux fois au mois d'août).

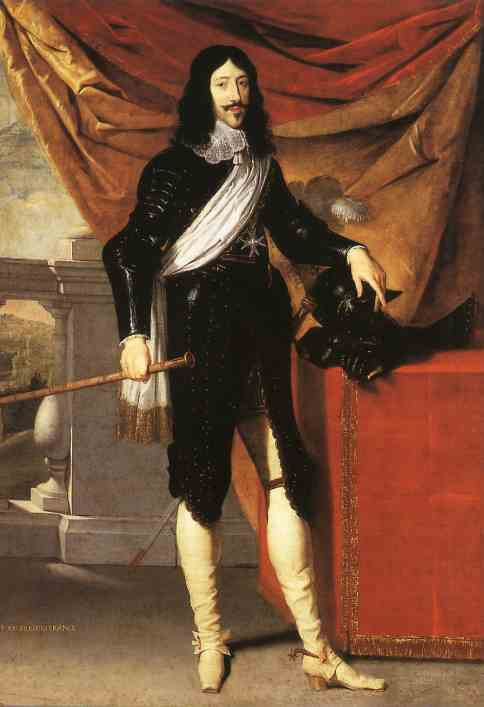
Louis XIII.
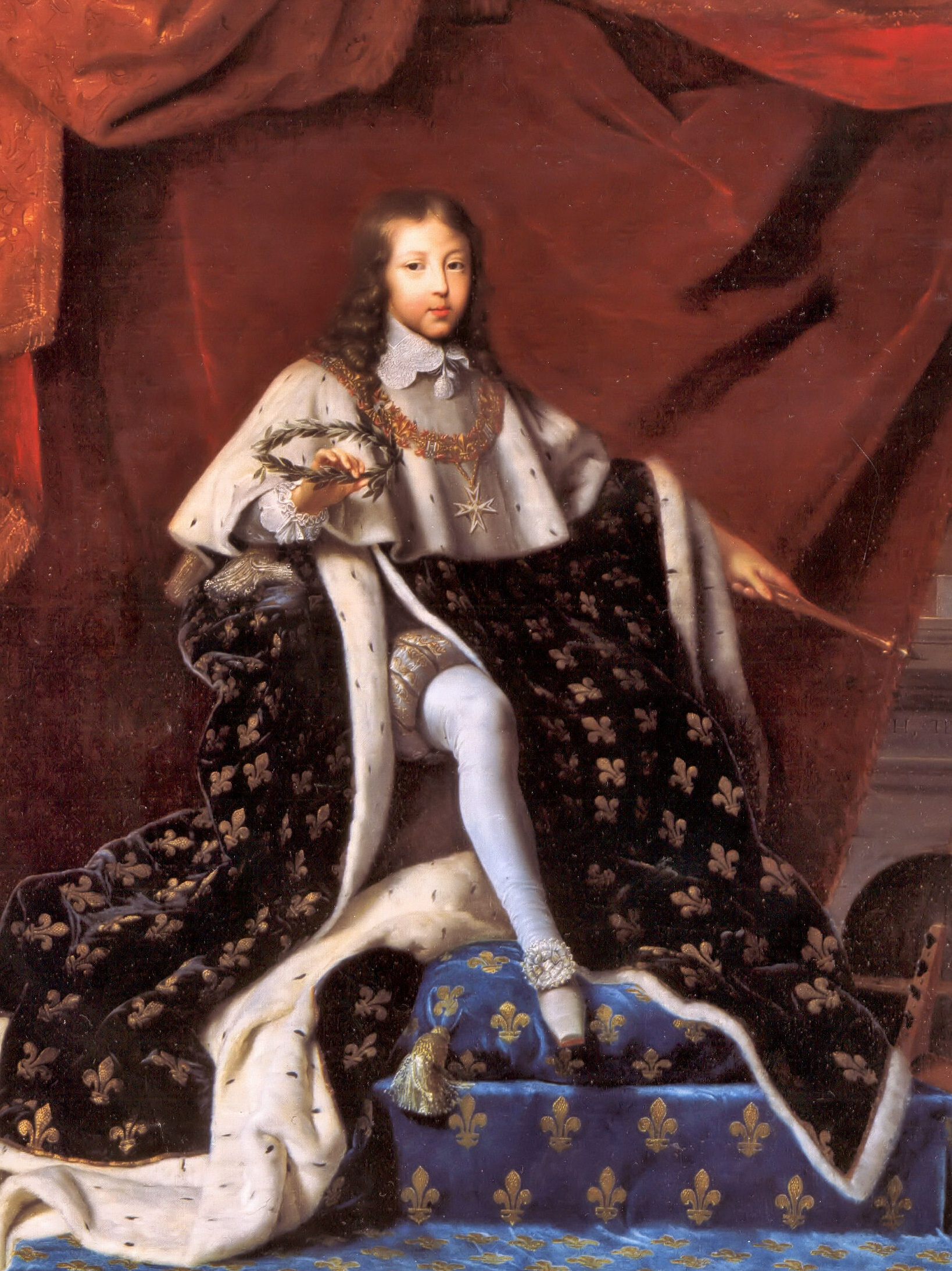
Louis XIV en 1648.

Le Roi Soleil passa plusieurs fois à Bapaume, en 1667 en revenant des Flandres. Le 11 mai 1670 il vint passer en revue les troupes stationnées près de la ville ; le 7 mai 1673 il passa la nuit au château après avoir inspecté les fortifications.
En 1681 Bapaume fut ravagé par un incendie à la suite duquel il fut interdit de construire avec des toits de chaume.
En 1712 le marquis de Joffreville, lieutenant général des armées du roi de France, devint gouverneur de Bapaume. Il fut ensuite membre du Conseil de la Guerre pendant la polysynodie.
En 1723 fut érigée sur la place une statue équestre de Louis XV. C'est la première statue du jeune monarque en France. Le 24 juillet 1744 le roi passa à Bapaume vivement acclamé par la population. Il traversa de nouveau la ville le 6 septembre 1745, le 2 mai et le 11 juin 1746, et le 25 septembre 1747.

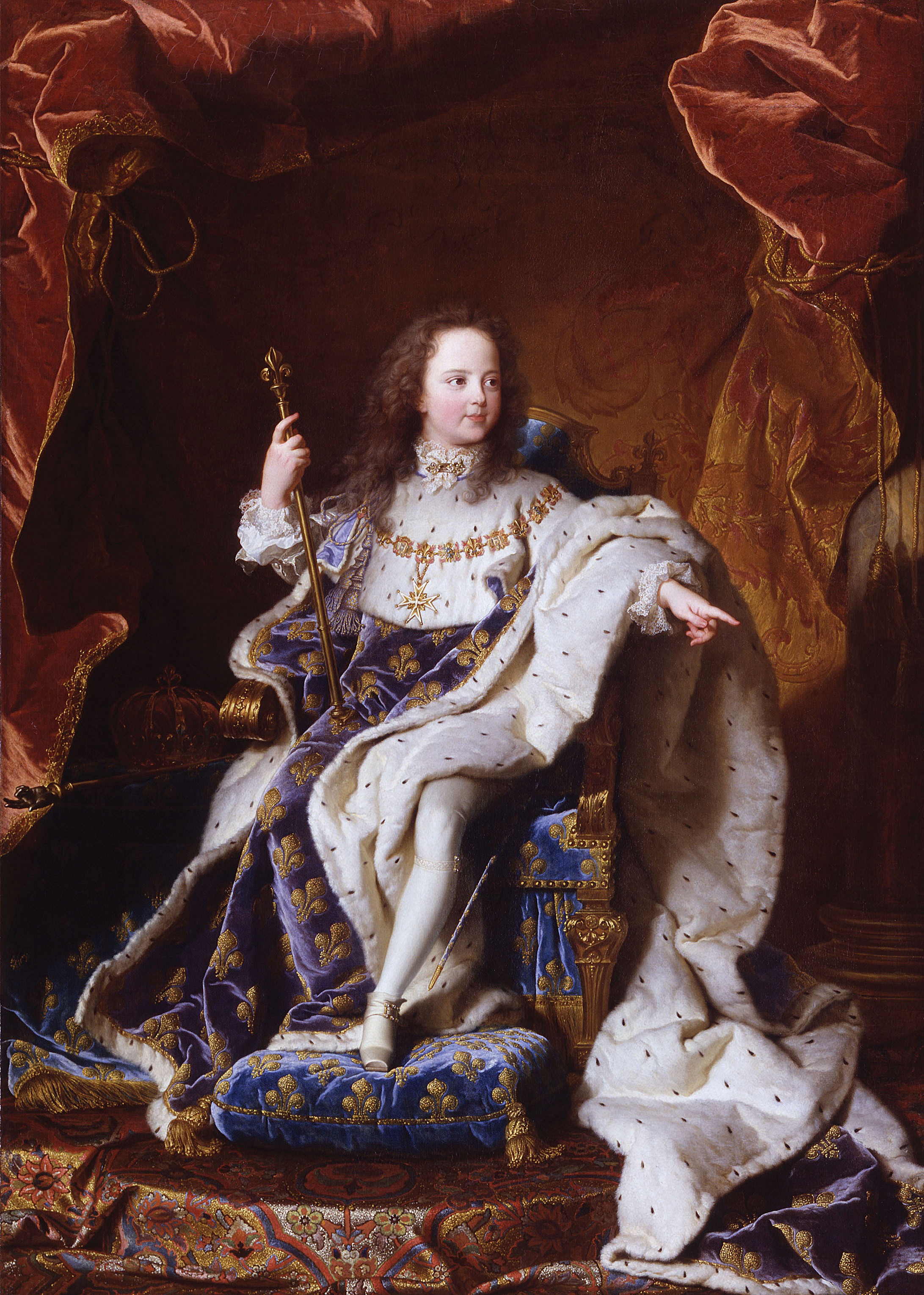
Louis XV jeune.
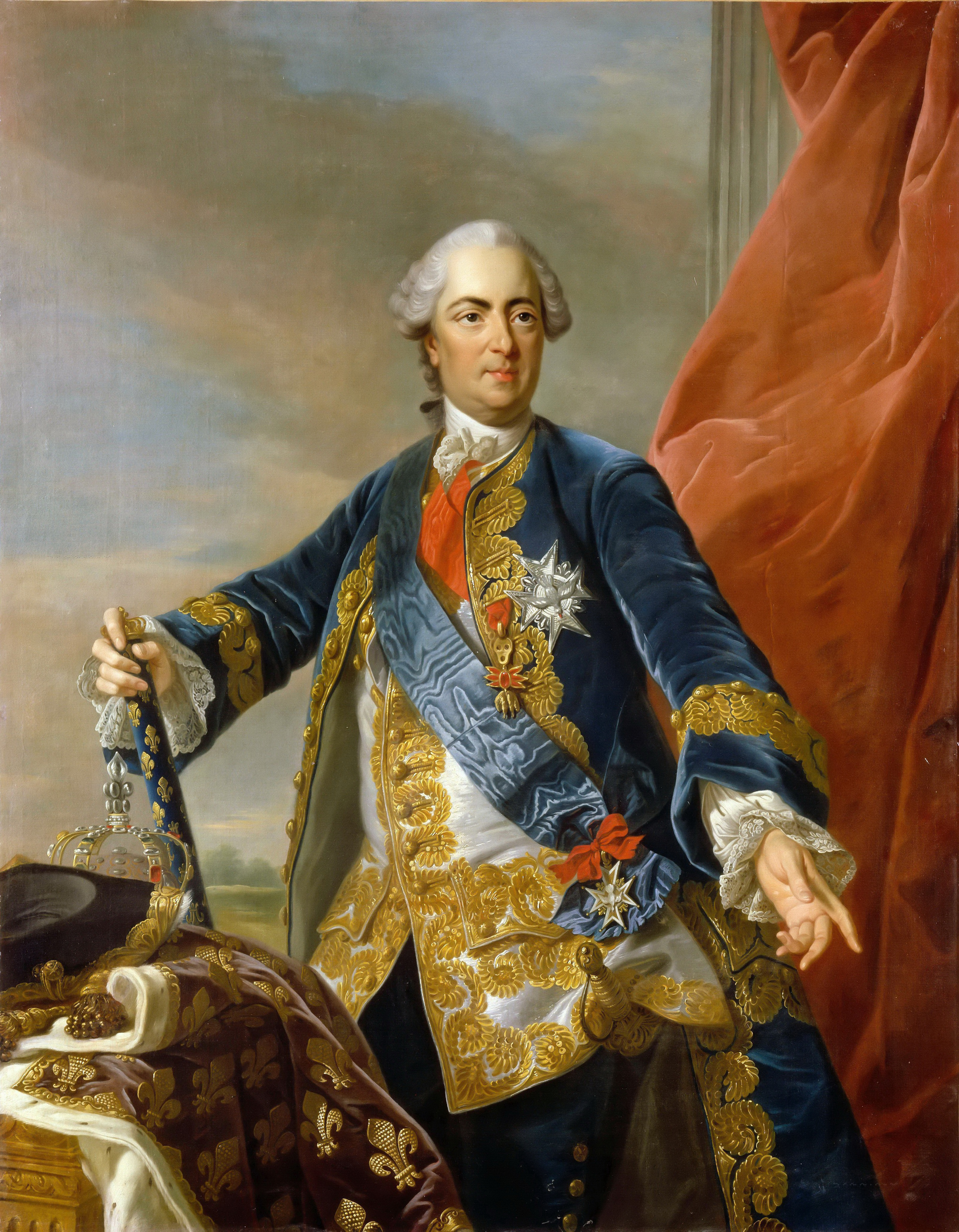
Louis XV.

### Révolution française
La société bapalmoise fut également transformée. Au cours de la Terreur le château n'était pas suffisant pour emprisonner les citoyens soupçonnés de ne pas être favorables à la Révolution, des maisons libérées par les habitants qui avaient fui furent réquisitionnées pour servir de prison.
Joseph Le Bon vint relancer les actions du comité révolutionnaire.
La ville fut chef-lieu de district de 1790 à 1795.

### Bataille de Bapaume des 2 et 3 janvier 1871
La bataille de Bapaume fut livrée les 2 et 3 janvier 1871, durant la guerre franco-allemande de 1870 sur les territoires de Biefvillers-lès-Bapaume et de Bapaume.
Le général Louis Faidherbe à la tête de l'Armée du Nord arrêta les Prussiens.

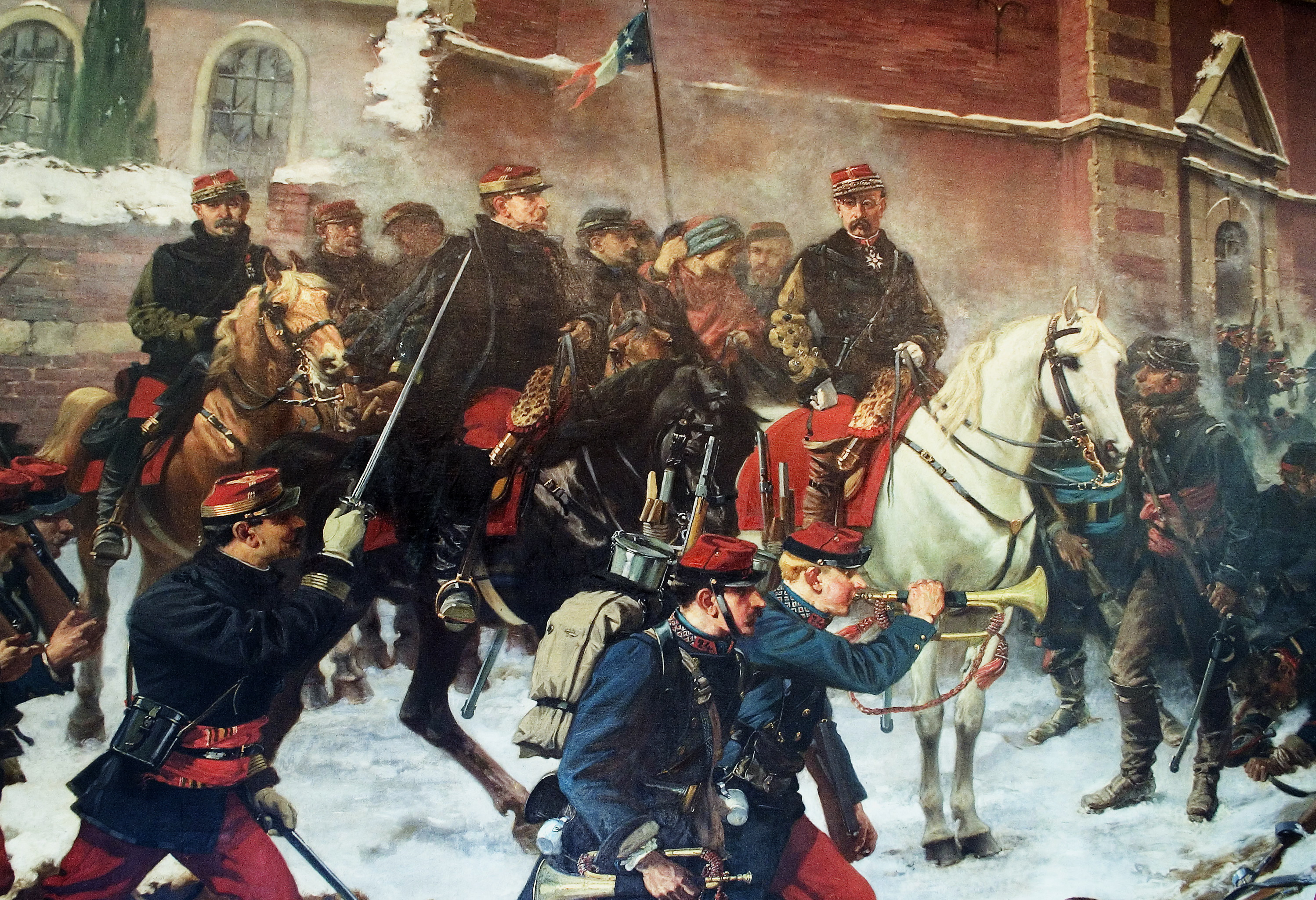
Détail du tableau d'Armand-Dumaresq, Faidherbe à la bataille de Bapaume, grande salle de la mairie.
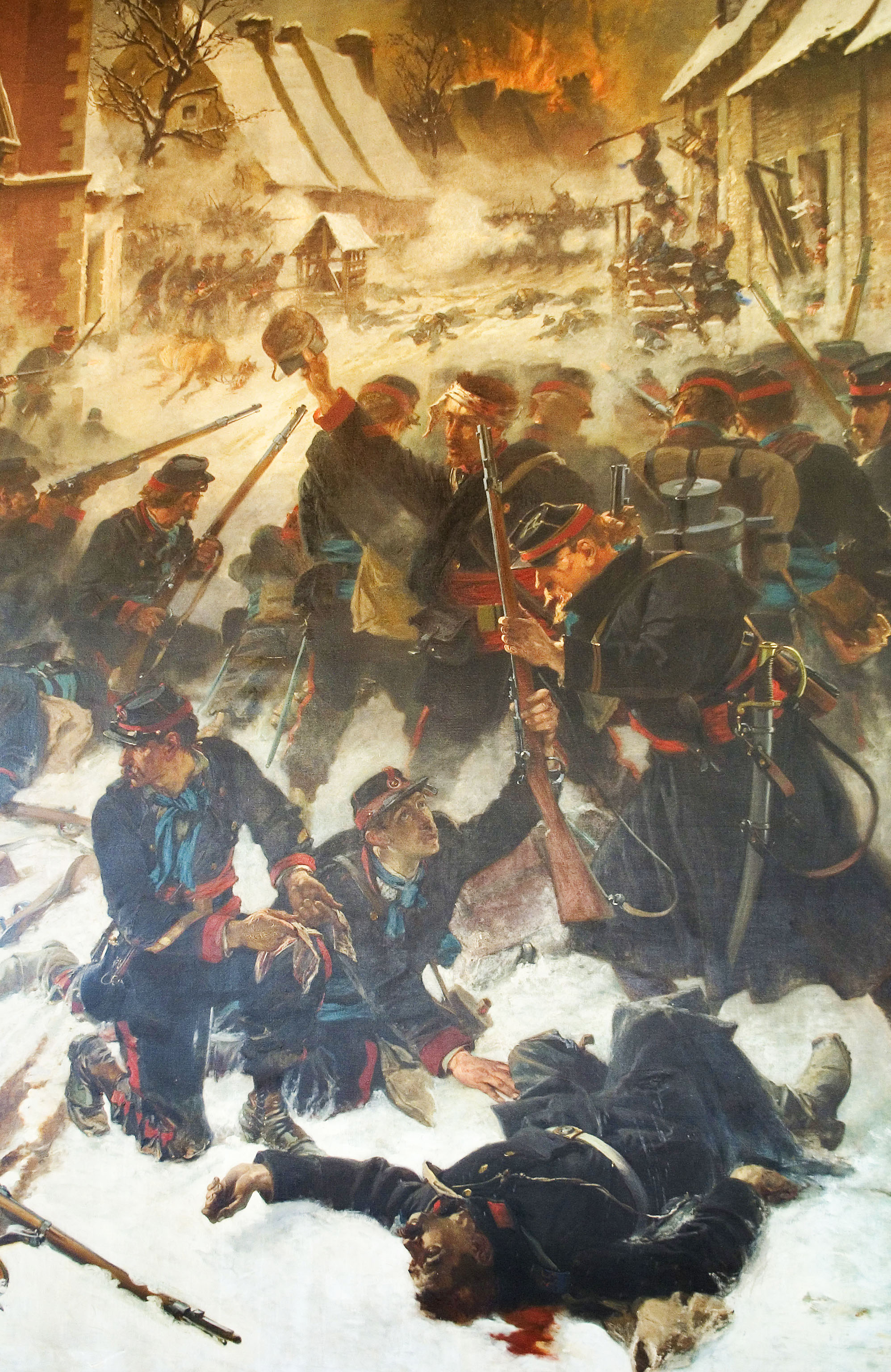
Détail du même tableau.

### Première Guerre mondiale
Bapaume est en 1916 l'une des villes considérées comme objectif stratégique des Alliés pendant la Première Guerre mondiale, dans le cadre de bataille de la Somme.
Bapaume est occupée par les Allemands à partir du 26 septembre 1914, puis reprise par les Britanniques le 17 mars 1917. Le 24 mars 1918, les Allemands reprennent la ville. La division de Nouvelle-Zélande va reconquérir la ville le 29 août 1918. La mairie a été piégée par des soldats allemands au moyen d'une mine à retardateur qui explose juste avant l'arrivée des libérateurs. Le vétéran allemand et écrivain Ernst Jünger en explique le fonctionnement dans un passage de ses Orages d'acier : la mine était constituée d'un obus de gros calibre, séparé en deux parties par une cloison de métal ; l'un des compartiments était rempli d'acide, qui rongeait la paroi ; une fois celle-ci dissoute, la mise en contact des deux parties de la bombe l'amorçait. La bataille de Bapaume se déroule du 24 au 25 mars 1918 et du 31 août au 3 septembre 1918.
Après l'armistice, alors que commence un lent et dangereux travail de désobusage, la ville sera classée en zone rouge et d'importants travaux devront y être menés pour la reconstruction. La ville anglaise de Sheffield apportera son aide pour la reconstruction.
Il reste de cette époque un monument aux morts, et deux cimetières militaires qui abritent aussi des corps de tués de la Seconde Guerre mondiale.
- le cimetière communal de Bapaume (en).
- le Bapaume Australian Cemetery qui abrite les dépouilles de 88 soldats de 14-18 ; au lieu-dit le Pré Pot de Chart. C'est un cimetière qui a été créé en mars 1917 par le 3e Australian Casualty Clearing Station. Il sera clos en juin 1917 avant qu'en avril et mai 1918, y soient ajoutés 23 corps allemands.

Le 28 octobre 1916, l'Albatros D.II de l'as de l'aviation Oswald Boelcke est abattu dans la commune.
La commune est décorée de la croix de guerre 1914-1918 par décret du 9 août 1929, distinction également attribuée à 276 autres communes du Pas-de-Calais.

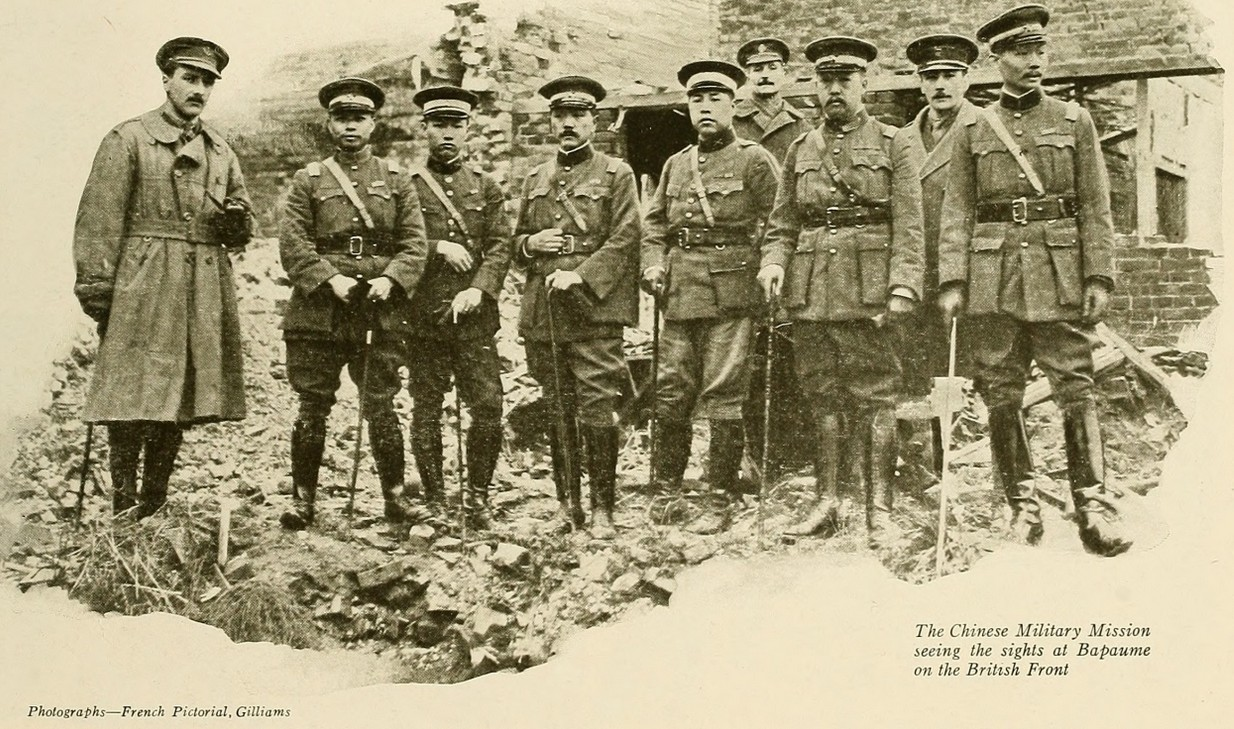
Mission chinoise sur le front de Bapaume, Bibliothèque du Congrès.
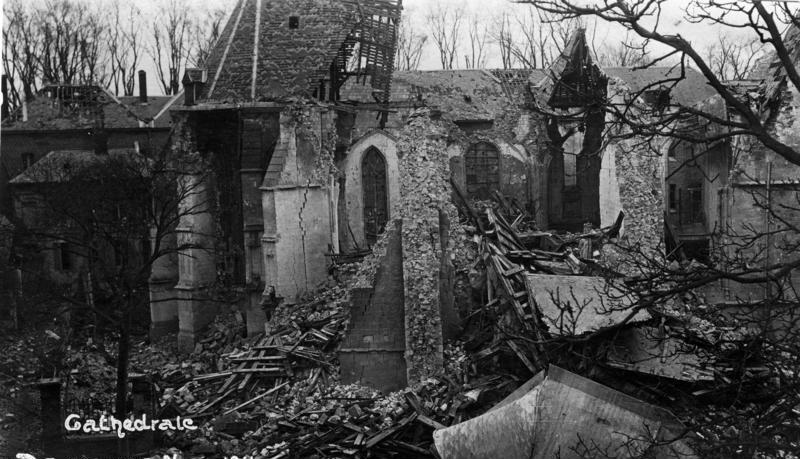
Église de Bapaume démolie par les obus, en 1916, Archives fédérales allemandes.
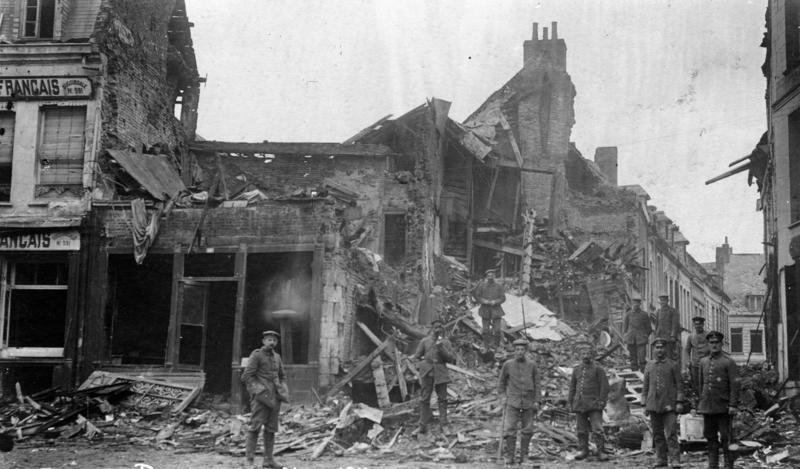
Centre-ville, en 1916, Archives fédérales allemandes.
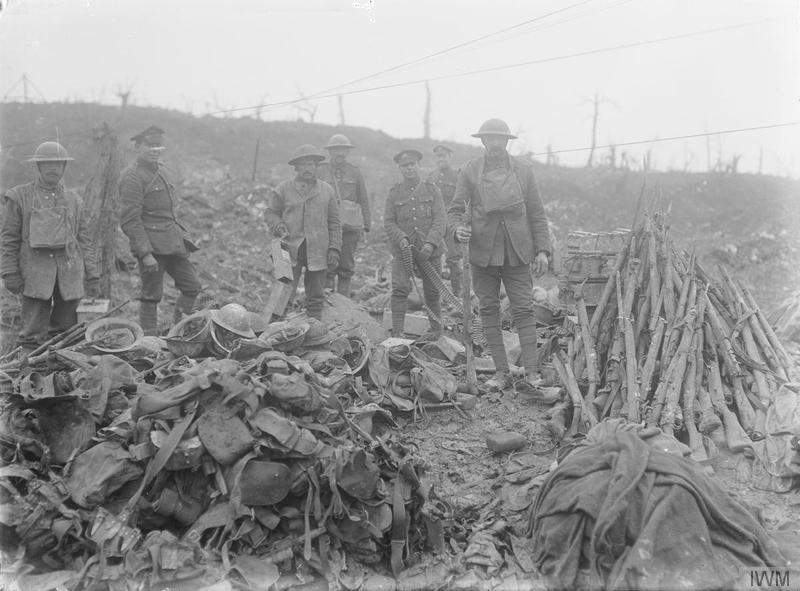
Opération de l'Ancre (en), janvier 1917, Imperial War Museum.
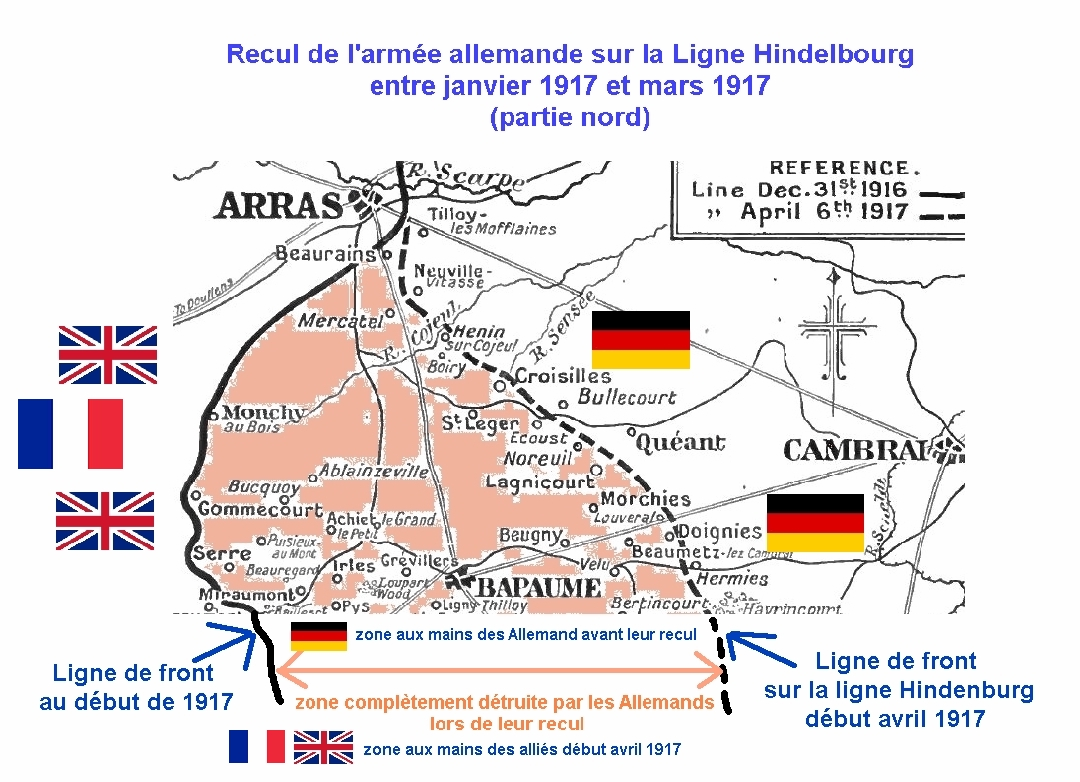
Situation de Bapaume après le retrait allemand sur la Ligne Hindenburg en avril 1917.
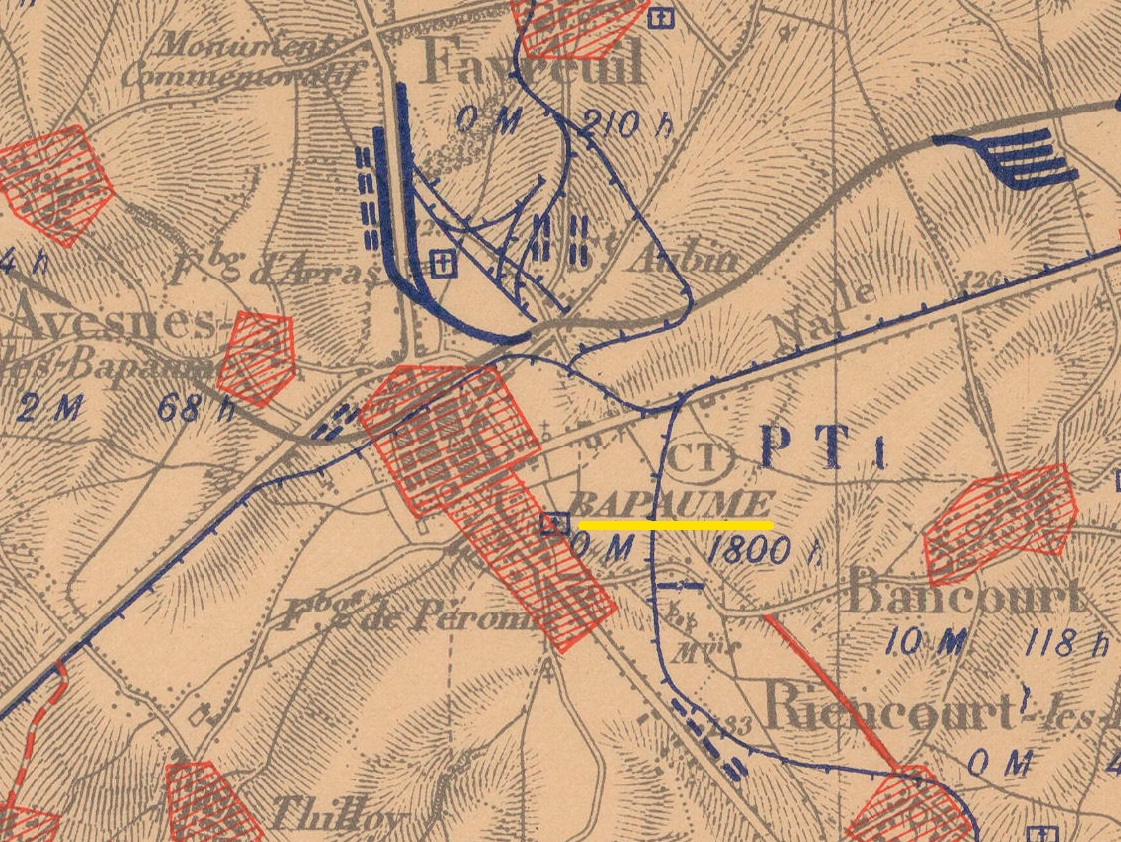
La carte des régions dévastées montre que la ville est entièrement détruite ainsi que les infrastructures ferroviaires.
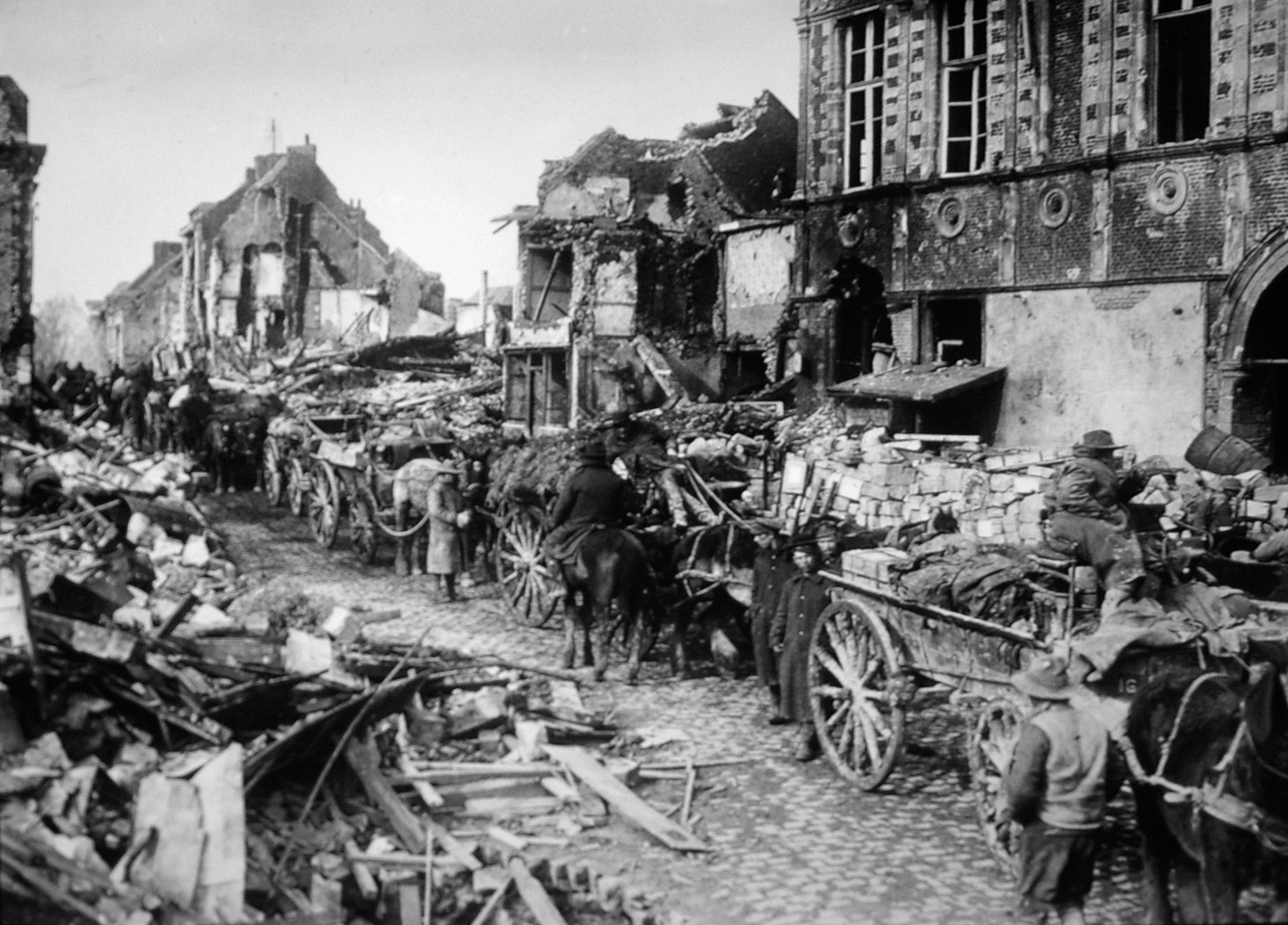
Les chariots de transport australiens dans une rue en ruines, avril 1917, Mémorial australien de la guerre.
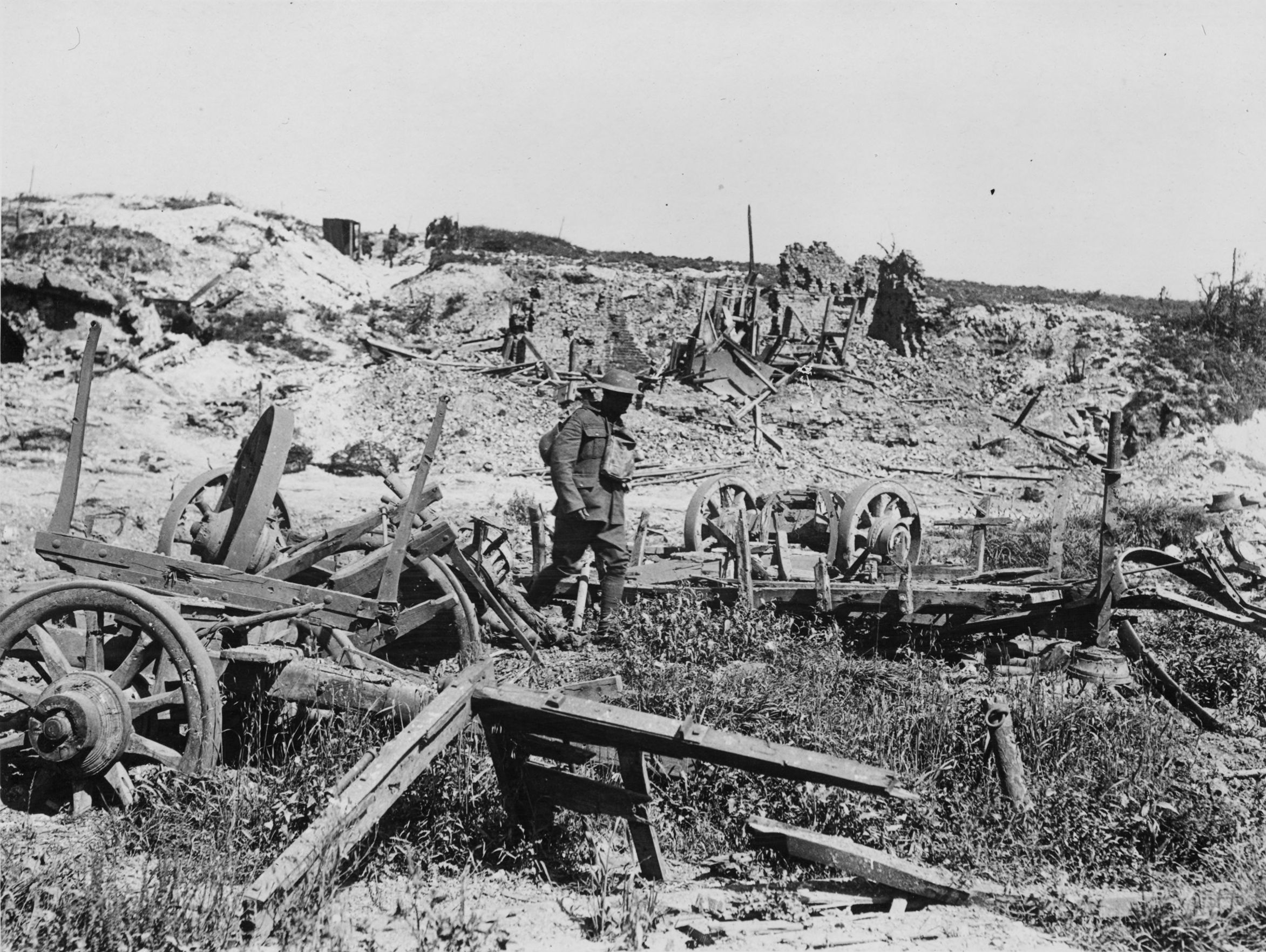
Restes de bataille, janvier 1918, Bibliothèque nationale d'Écosse.
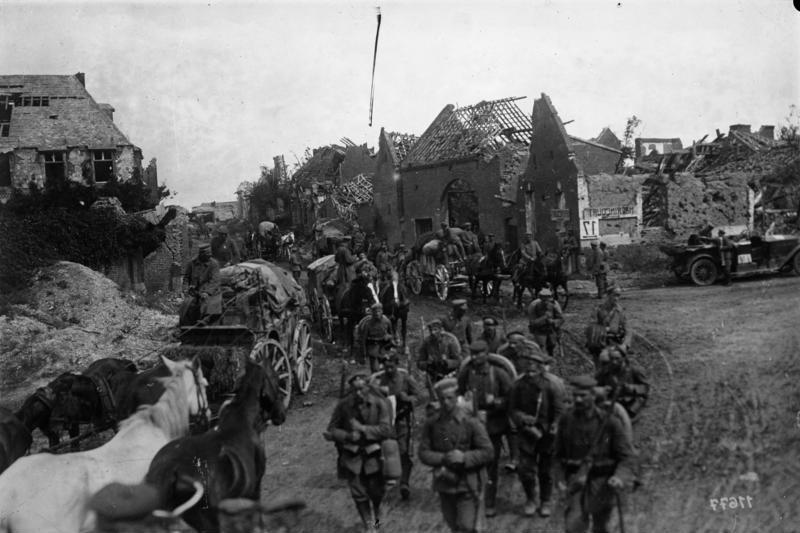
Troupes allemandes quittant Bapaume, aout 1918, Archives fédérales allemandes.
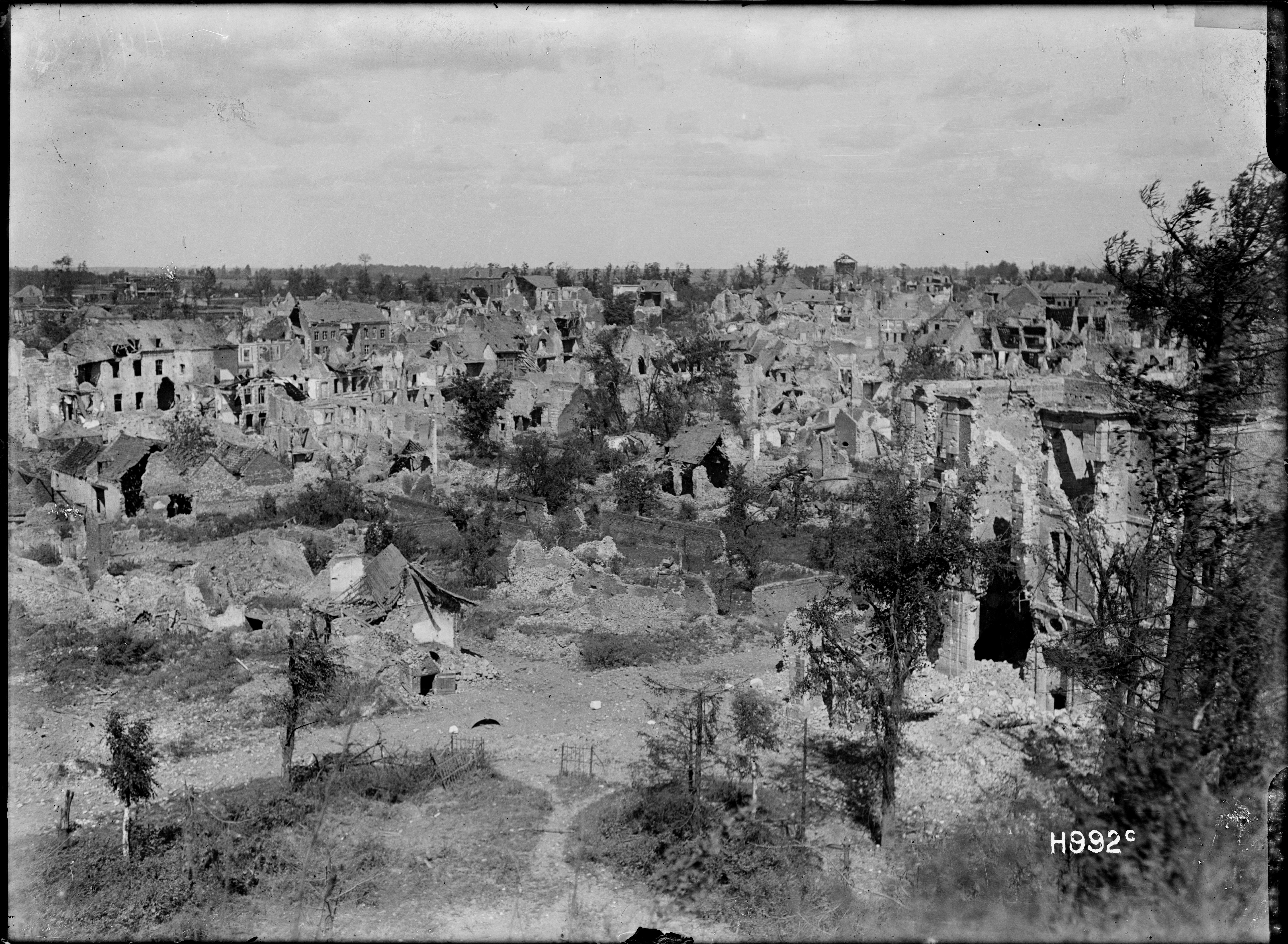
Bapaume vue depuis la Citadelle, 30 août 1918, Bibliothèque nationale de Nouvelle-Zélande.

### Seconde Guerre mondiale
Au cours de la Deuxième Guerre mondiale, Bapaume a de nouveau été une zone d'intenses combats. Le maire Guidet qui faisait partie de la Résistance fut arrêté et déporté au camp de Groß-Rosen où il mourut le 27 novembre 1944.
Depuis 1948, un monument qui le montre au moment de son arrestation honore son souvenir. À l'Hôtel de Ville se trouvent une urne avec de la terre de Groß-Rosen ainsi qu'un tableau le représentant.
La commune est jumelée avec Moers, une ville de Rhénanie-Westphalie, ce jumelage est l'œuvre du fils d'Abel Guidet, Henri Guidet, qui s'est impliqué dans la réconciliation franco-allemande.

## Politique et administration

### Découpage territorial
La commune se trouve dans l'arrondissement d'Arras du département du Pas-de-Calais.

#### Commune et intercommunalités
La commune était le siège de la petite communauté de communes de la région de Bapaume, constituée fin 1993.
Dans le cadre de la Réforme des collectivités territoriales françaises, celle-ci a fusionné au 1er janvier 2013 avec la communauté de communes du canton de Bertincourt et 14 communes de la communauté de communes du sud Arrageois, formant ainsi la nouvelle communauté de communes du Sud-Artois dont la commune est désormais membre.

#### Circonscriptions administratives
La commune était depuis 1793 le chef-lieu  du canton de Bapaume. Dans le cadre du redécoupage cantonal de 2014 en France, ce canton, dont la commune est désormais le bureau centralisateur, est modifié, passant de 22 à 75 communes.

#### Circonscriptions électorales
Pour l'élection des députés, la commune fait partie depuis 1986 de la première circonscription du Pas-de-Calais.

### Élections municipales et communautaires

#### Liste des maires
| Période                                  | Période                         | Identité                        | Étiquette                        | Qualité |
| ---------------------------------------- | ------------------------------- | ------------------------------- | -------------------------------- | --- |
| Les données manquantes sont à compléter. |                                 |                                 |                                  | |
| 1870                                     | 1881                            | Martial Alexandre Pajot         | Républicain                      | |
| Les données manquantes sont à compléter. |                                 |                                 |                                  | |
| 1893                                     | 1903                            | Marcellin Gaudefroy             |                                  | |
| mai 1904                                 | mai 1929                        | Gaston Stenne                   | URD                              | Industriel Conseiller d'arrondissement (1910 → 1934) |
| mai 1929                                 | 1940                            | Abel Guidet                     | PRRRS                            | Négociant, résistant Député du Pas-de-Calais (1936 → 1940) Conseiller général de Bapaume (1937 → 1940) Conseiller d'arrondissement (1934 → 1937) Mort en déportation |
| Les données manquantes sont à compléter. |                                 |                                 |                                  | |
| avril 1945                               | mars 1965                       | Léonce Verdel (1893-1969)       | PRRRS                            | Boulanger Ancien conseiller d'arrondissement (1937 → 1940) |
| mars 1965                                | mai 1982                        | Henri Guidet Fils d'Abel Guidet | PRRRS puis SFIO puis PS puis DVG | Professeur d'éducation physique, résistant Député du Pas-de-Calais (2e circ.) (1967 → 1968) Conseiller général de Bapaume (1945 → 1979) Ancien vice-président du conseil général (1951 → 1958) Décédé en fonction |
| juin 1982                                | juin 2002                       | Jean-Paul Delevoye              | RPR                              | Directeur de société Député du Pas-de-Calais (1986 → 1988) Sénateur du Pas-de-Calais (1992 → 2002) Conseiller régional du Nord-Pas-de-Calais (1992 → 2002) Conseiller général de Bapaume (1980 → 2001) Président de l'Association des maires de France (1992 → 2002) Démissionnaire après sa nomination au gouvernement |
| juin 2002                                | mars 2004                       | Anne Duez                       |                                  | Directrice adjointe de l'hôpital de Bapaume Première adjointe au maire (? → 2002) |
| mars 2004                                | mars 2014                       | Jean-Paul Delevoye              | UMP                              | Ministre de la Fonction publique (2002 → 2004) Président du CESE (2010 → 2015) Médiateur de la République (2004 → 2011) Président de la CC de la Région de Bapaume ( ? → 2012) Président de la CC du Sud-Artois (2013 → 2014)                                                                                           |
| mars 2014                                | En cours (au 29 septembre 2023) | Jean-Jacques Cottel             | PS puis DVG                      | Professeur des écoles retraité Député du Pas-de-Calais (1re circ) (2012 → 2017) Conseiller départemental de Bapaume (2021 → ) Ancien maire de Beaulencourt (1995 → 2014) Président de la CC du Sud-Artois (2014 → ) Réélu pour le mandat 2020-2026,                                                                     |

### Jumelages
| Ville | Ville      | Pays | Pays        | Période     |
| ----- | ---------- | ---- | ----------- | ----------- |
|       | Anstruther |      | Royaume-Uni | depuis 1993 |
|       | Moers      |      | Allemagne   | depuis 1974 |

## Équipements et services publics

### Justice, sécurité, secours et défense
La commune dépend du tribunal judiciaire d'Arras, du conseil de prud'hommes d'Arras, de la cour d'appel de Douai, du tribunal de commerce d'Arras, du tribunal administratif de Lille, de la cour administrative d'appel de Douai et du tribunal pour enfants d'Arras.

## Population et société

### Démographie
Les habitants de la commune sont appelés les Bapalmois.

#### Évolution démographique
L'évolution du nombre d'habitants est connue à travers les recensements de la population effectués dans la commune depuis 1793. Pour les communes de moins de 10 000 habitants, une enquête de recensement portant sur toute la population est réalisée tous les cinq ans, les populations de référence des années intermédiaires étant quant à elles estimées par interpolation ou extrapolation. Pour la commune, le premier recensement exhaustif entrant dans le cadre du nouveau dispositif a été réalisé en 2004.

En 2022, la commune comptait 3 718 habitants, en évolution de −6,49 % par rapport à 2016 (Pas-de-Calais : −0,72 %, France hors Mayotte : +2,11 %).
| 1793  | 1800  | 1806  | 1821  | 1831  | 1836  | 1841  | 1846  | 1851  |
| ----- | ----- | ----- | ----- | ----- | ----- | ----- | ----- | ----- |
| 3 492 | 3 214 | 3 084 | 3 060 | 3 189 | 3 122 | 3 210 | 3 158 | 3 265 |

| 1856  | 1861  | 1866  | 1872  | 1876  | 1881  | 1886  | 1891  | 1896  |
| ----- | ----- | ----- | ----- | ----- | ----- | ----- | ----- | ----- |
| 3 189 | 3 149 | 3 174 | 3 059 | 3 274 | 3 335 | 3 291 | 3 001 | 3 144 |

| 1901  | 1906  | 1911  | 1921  | 1926  | 1931  | 1936  | 1946  | 1954  |
| ----- | ----- | ----- | ----- | ----- | ----- | ----- | ----- | ----- |
| 3 113 | 2 946 | 2 917 | 2 112 | 2 947 | 2 782 | 2 833 | 2 748 | 3 221 |

| 1962  | 1968  | 1975  | 1982  | 1990  | 1999  | 2004  | 2006  | 2009  |
| ----- | ----- | ----- | ----- | ----- | ----- | ----- | ----- | ----- |
| 3 275 | 3 575 | 3 689 | 3 524 | 3 509 | 4 331 | 4 179 | 4 148 | 4 106 |

| 2014  | 2019  | 2022  | - | - | - | - | - | - |
| ----- | ----- | ----- | - | - | - | - | - | - |
| 3 946 | 3 748 | 3 718 | - | - | - | - | - | - |

#### Pyramide des âges
En 2018, le taux de personnes d'un âge inférieur à 30 ans s'élève à 34,6 %, soit en dessous de la moyenne départementale (36,7 %). À l'inverse, le taux de personnes d'âge supérieur à 60 ans est de 28,7 % la même année, alors qu'il est de 24,9 % au niveau départemental.
En 2018, la commune comptait 2 028 hommes pour 1 789 femmes, soit un taux de 53,13 % d'hommes, largement supérieur au taux départemental (48,5 %).
Les pyramides des âges de la commune et du département s'établissent comme suit.
| Hommes | Classe d’âge | Femmes |
| ------ | ------------ | ------ |
| 1,2    | 90 ou +      | 2,9    |
| 5,8    | 75-89 ans    | 11,8   |
| 16,0   | 60-74 ans    | 20,6   |
| 21,7   | 45-59 ans    | 17,5   |
| 18,0   | 30-44 ans    | 15,9   |
| 21,9   | 15-29 ans    | 15,3   |
| 15,5   | 0-14 ans     | 16,0   |

| Hommes | Classe d’âge | Femmes |
| ------ | ------------ | ------ |
| 0,5    | 90 ou +      | 1,6    |
| 5,6    | 75-89 ans    | 8,9    |
| 16,7   | 60-74 ans    | 18,1   |
| 20,2   | 45-59 ans    | 19,2   |
| 18,9   | 30-44 ans    | 18,1   |
| 18,2   | 15-29 ans    | 16,2   |
| 19,9   | 0-14 ans     | 17,9   |

### Cultes
Bapaume possède un culte catholique avec l'église Notre-Dame-de-Pitié-du-Pays-de-Bapaume.

## Économie

### Revenus de la population et fiscalité
En 2019, dans la commune, il y a 1 351 ménages fiscaux qui comprennent 2 813 personnes pour un revenu médian disponible par unité de consommation de 17 940 euros, soit supérieur au revenu médian de la France métropolitaine qui est de 21 930 euros. La part des ménages fiscaux imposés est de 41 % (57,6 % en France métropolitaine),.

## Culture locale et patrimoine

### Lieux et monuments

#### L'hôtel de ville et le beffroi

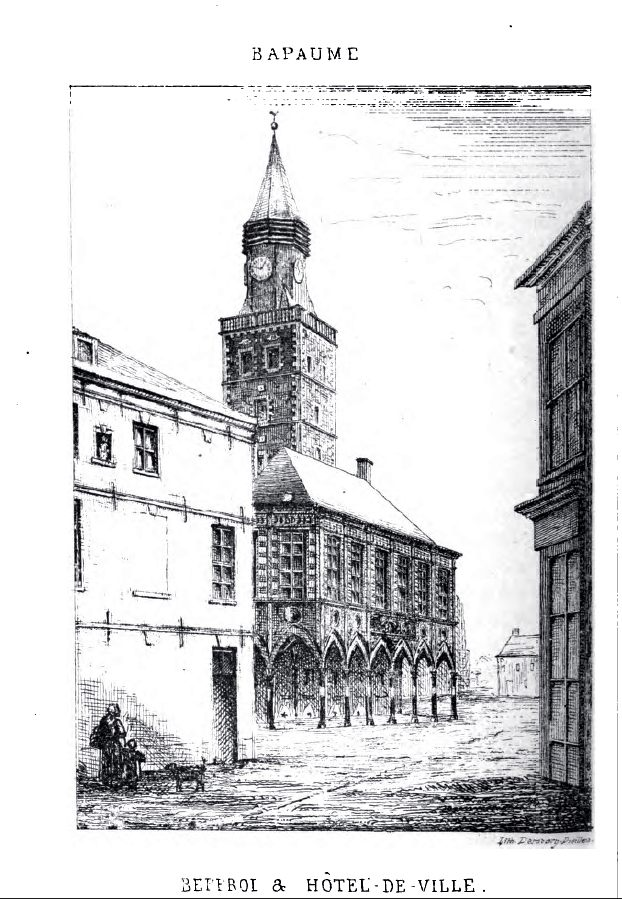
L'hôtel de ville au milieu du XIXe siècle.

L'hôtel de ville avec son beffroi actuel a été construit en 1931 et 1932, Son architecture s'apparente au bâtiment précédent  détruit en 1917. Celui-ci avait été terminé en 1610.
Le premier beffroi a été érigé au XIIe siècle conformément aux chartes qui avaient été délivrées à la ville de Bapaume, ce bâtiment étant devenu trop petit les échevins obtinrent l'autorisation d'en construire un plus grand en 1374. Du fait des guerres qui suivirent ce beffroi, devenu dangereux, fut abattu en 1537.
Un nouveau beffroi fut mis en chantier en 1583 mais après bien des vicissitudes le bâtiment construit fut refusé et détruit et c'est Philippe II d'Espagne qui autorisa en 1590 la construction d'un nouveau bâtiment qui fut terminé en 1610, Il possédait des colonnes et des arcades en façade comme l'hôtel de ville d'Arras. Pour sa construction les échevins de Bapaume avaient eu l'autorisation d'établir un droit d'étapes.

#### Statue du général Faidherbe

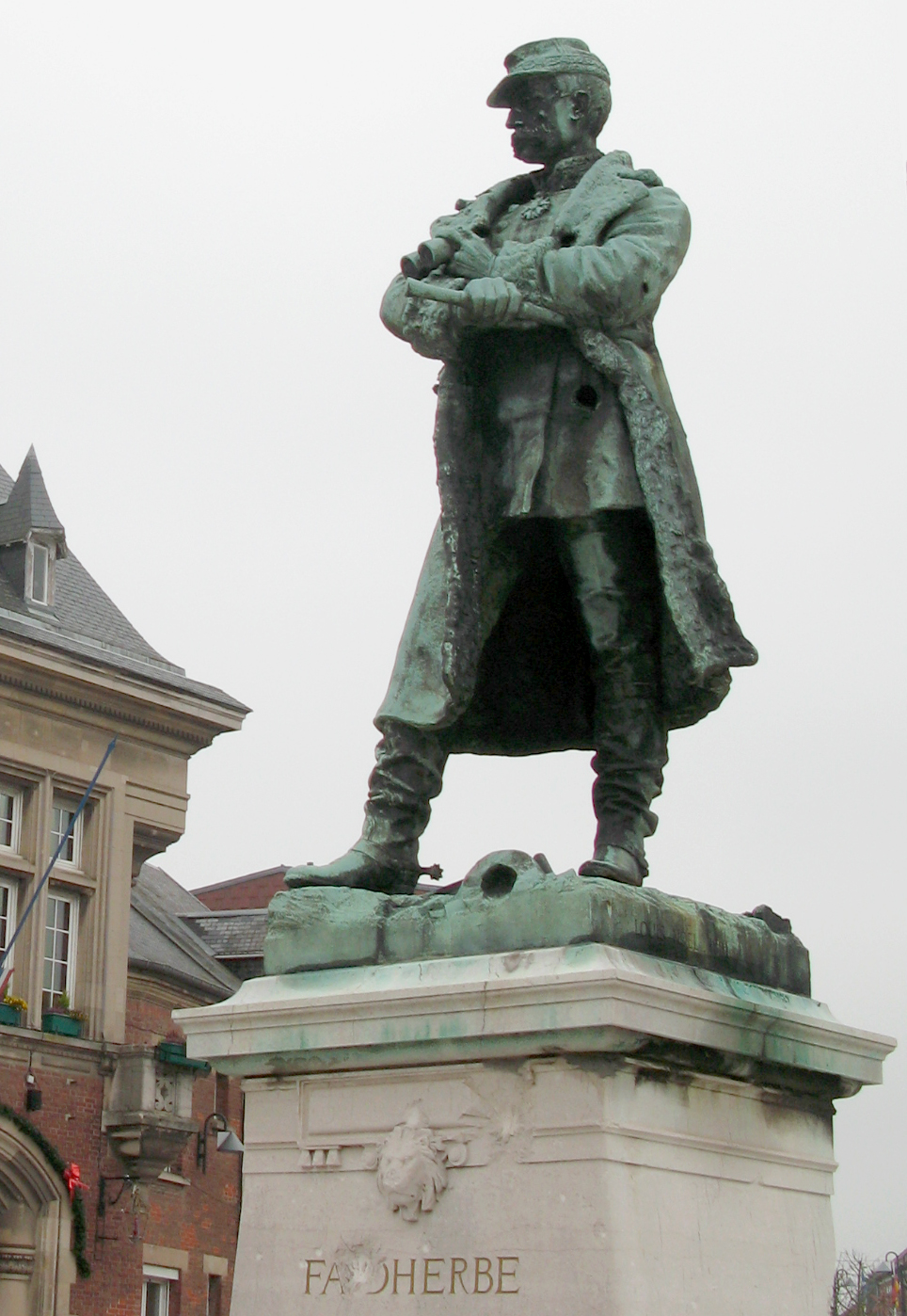
La statue du général Faidherbe.

La statue du général Faidherbe fut inaugurée le 27 septembre 1891. Cette première statue fut sculptée par Louis Noël. Mais pendant la Première Guerre mondiale, le 29 septembre 1916, la statue fut renversée. Elle gisait au pied du socle. Croyant sans doute qu'elle était en bronze, les Allemands voulaient en récupérer le métal. Puis elle disparut. Le socle, meurtri par les éclats d'obus resta vide pendant 13 ans. Ce n'est qu'en 1926 que la ville décide de s'adresser au sculpteur Jules Déchin de Paris (il possède encore la maquette de la première statue de 1891) afin de réaliser la statue actuelle. Le nouveau monument fut inauguré le 18 août 1929 sur la place Faidherbe par Paul Painlevé, ministre de la Guerre. Au cours du réaménagement de la place, la statue a été installée quelques mètres plus bas le 26 septembre 1997.

#### Monument de Briquet et Tailliandier

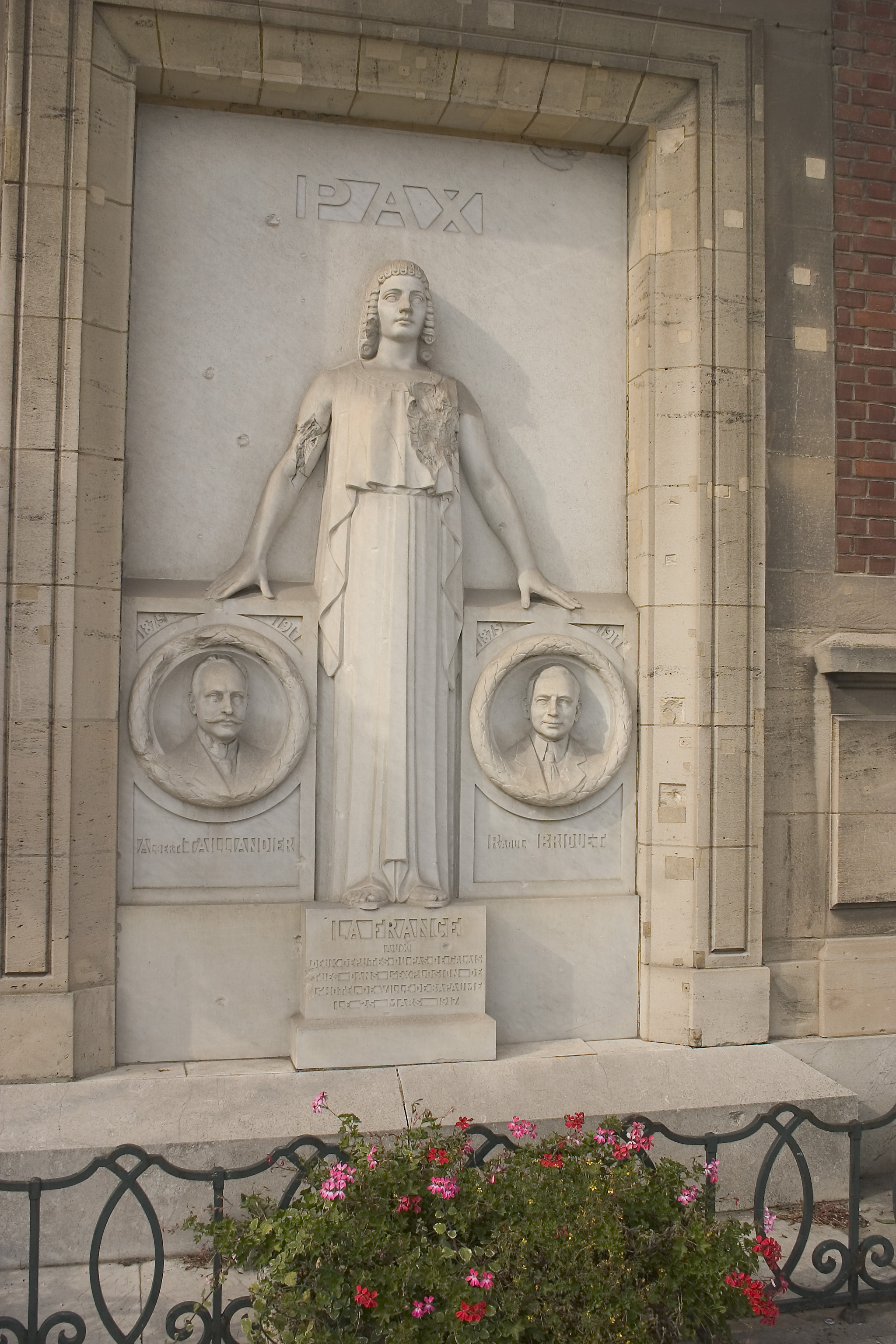
Le monument de Briquet et Tailliandier.

Un monument est érigé contre l'hôtel-de-ville à la mémoire d'Albert Tailliandier et Raoul Briquet, tués dans l'explosion de ce bâtiment le 25 mars 1917. Ils étaient tous les deux députés du Pas-de-Calais mais d'opinions différentes : Albert Tailliandier était conservateur, Raoul Briquet était socialiste, en mission d'inspection sur le front pour le compte de l'Assemblée nationale. Ils ont voulu passer la nuit dans le bâtiment mais il était piégé.

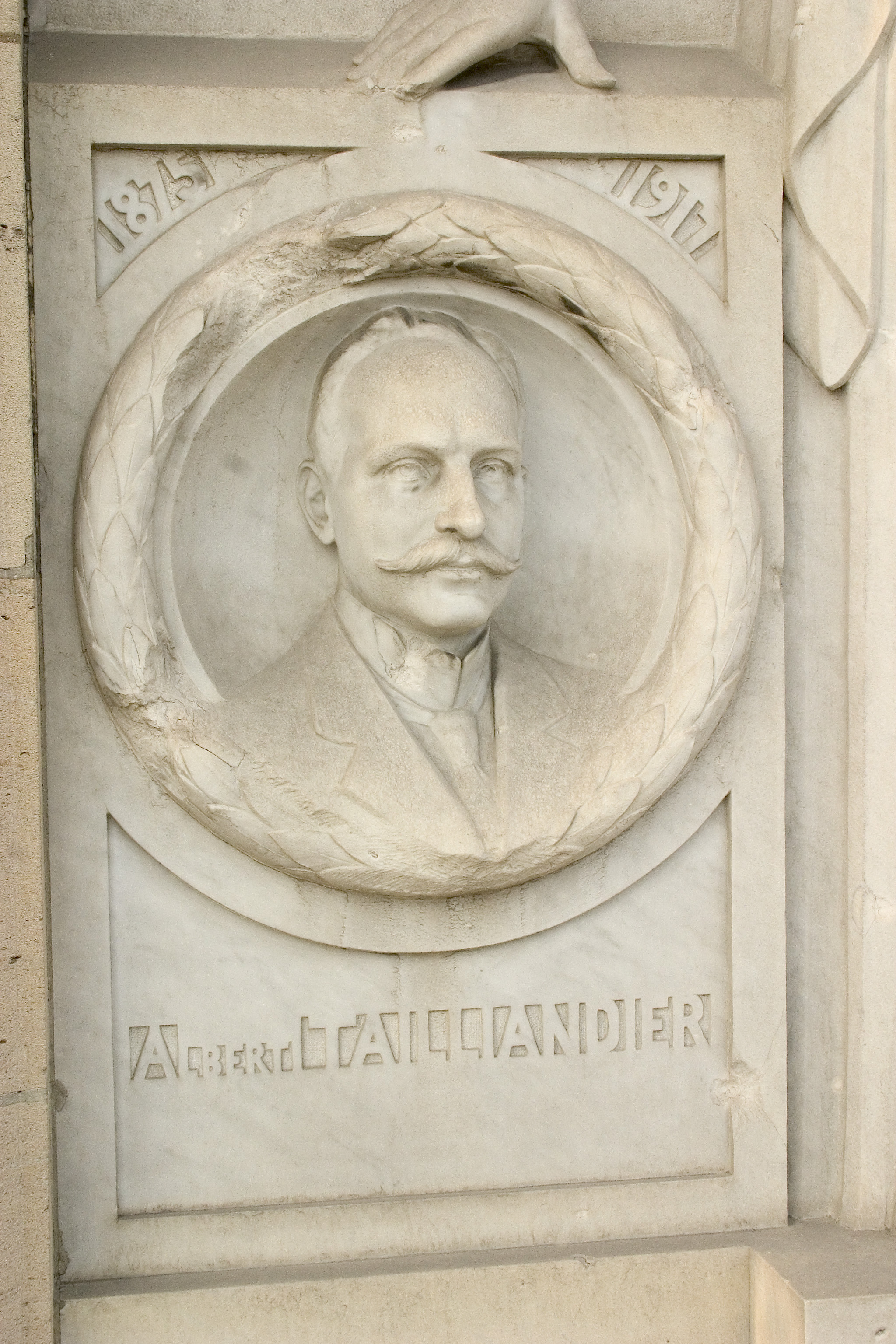
Albert Tailliandier.
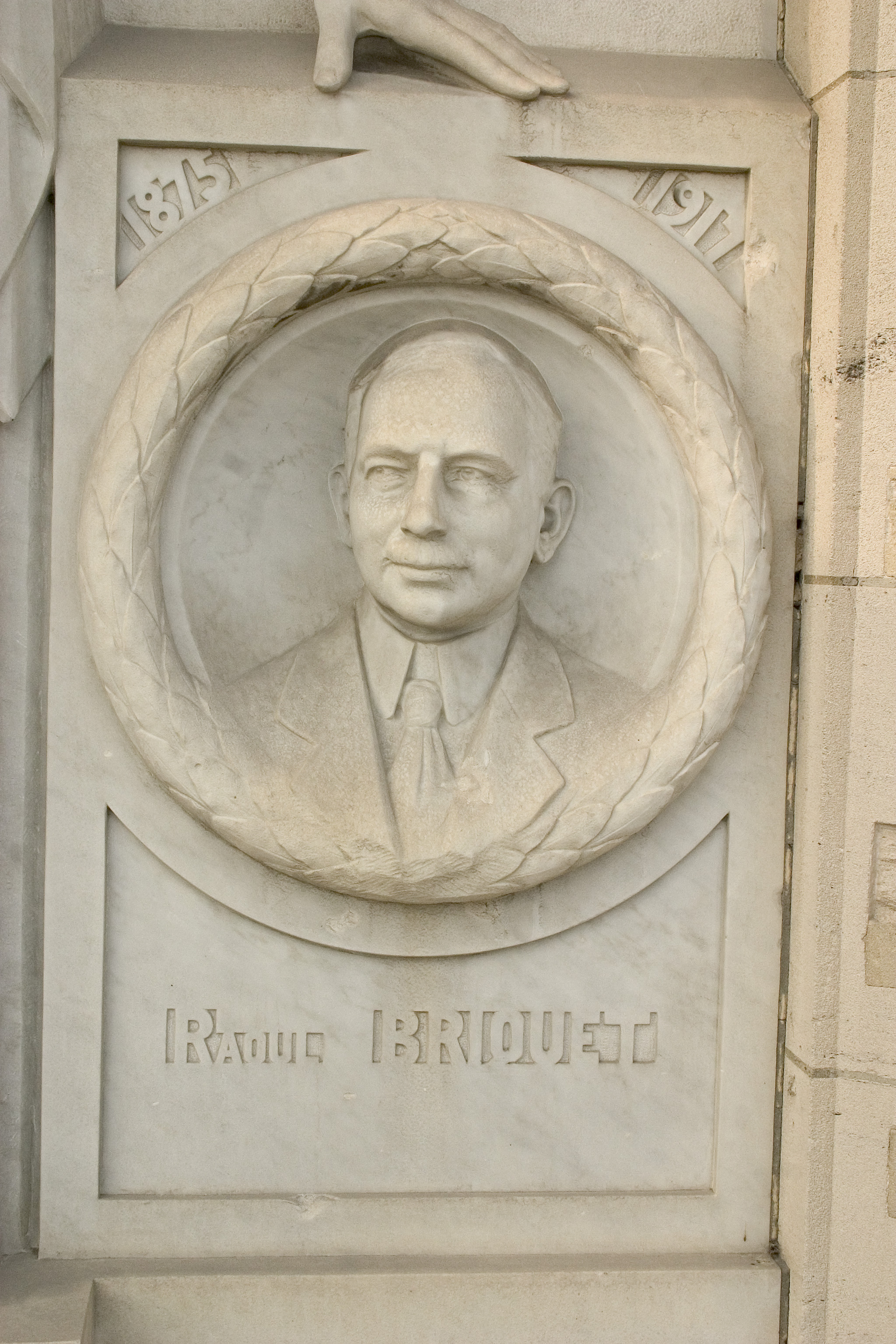
Raoult Briquet.

#### Église Saint-Nicolas

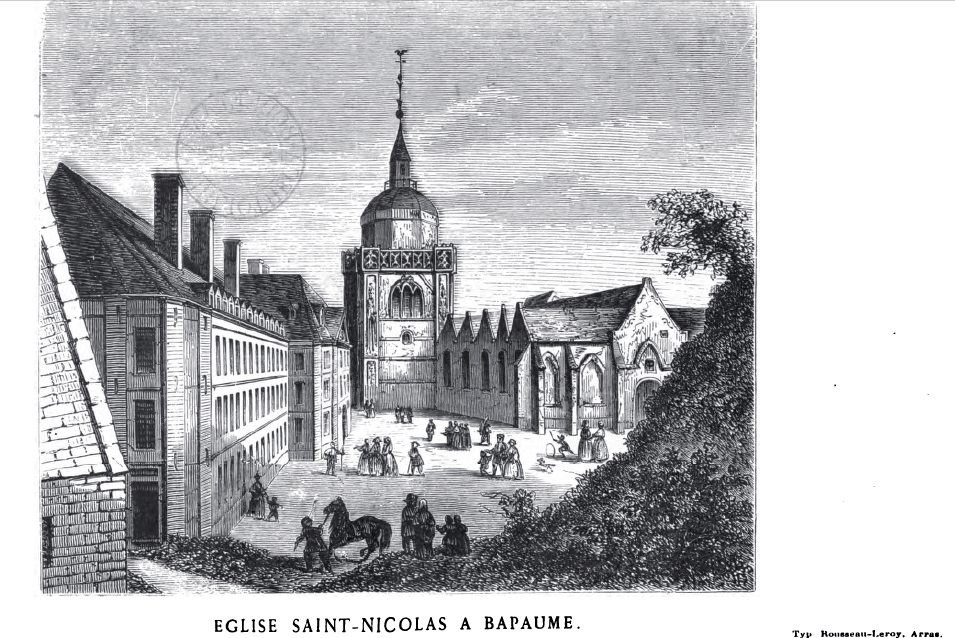
L'église au XIXe siècle.

L'origine de la paroisse Saint-Nicolas se confond avec l'origine de la ville. L'église primitive fut construite dès que la bourgade prit quelque importance en l'an 1085, avant de disparaître à la fin du XIVe siècle. La précédente église avait été édifiée vers l'an 1600. Détruite lors de la Première Guerre mondiale, elle a été reconstruite sur les mêmes fondations. L'église actuelle fut mise en chantier en 1924. Le chantier fut long et difficile : en 1928 les voûtes sont restées un an sans couverture. Les chantiers furent terminés à la fin de l'été 1929. Elle conserve aujourd'hui en la chapelle qui porte son nom, le seul monument historique qui ait bravé toutes les destructions, une statue de Notre-Dame de Pitié, datant du XVe siècle, objet de la vénération de la région.

#### Monument aux morts

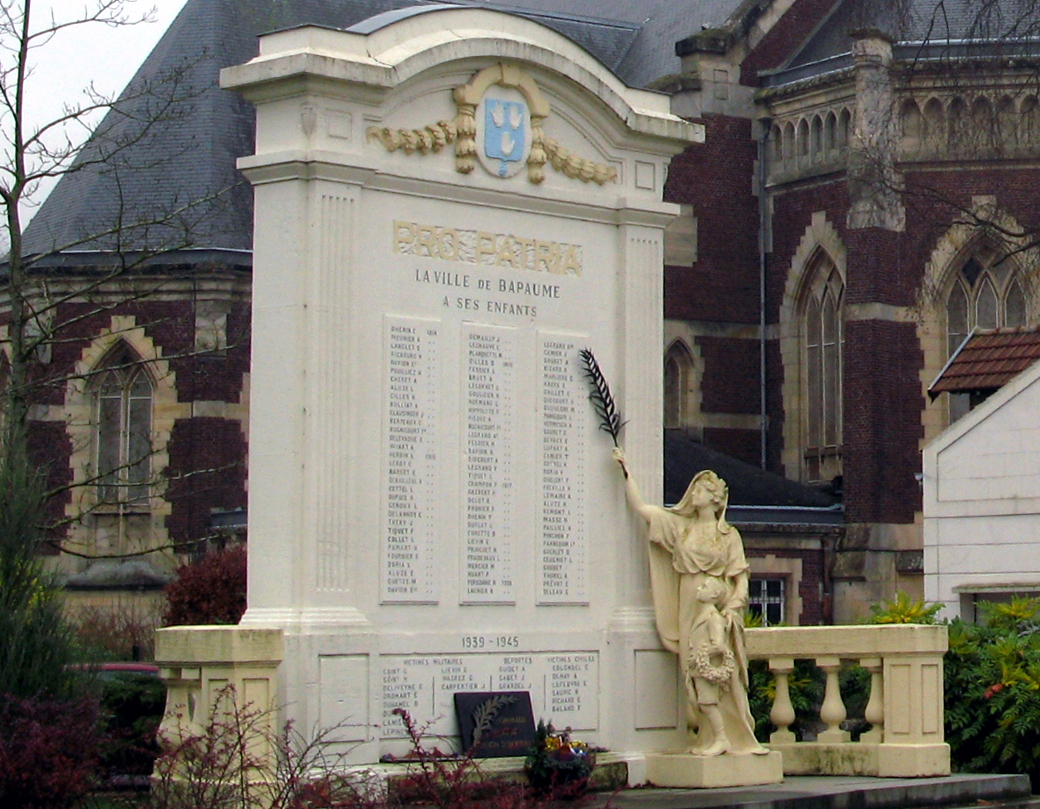
La veuve et l'orphelin du monument aux morts.

Le monument aux morts est constitué d'un mur de pierre, surmonté d'un fronton décoré du blason de la ville, et bordé de part et d'autre d'une balustrade. Sous le fronton et au-dessus de la liste des soldats tués en 1914-1918 répartie sur trois colonnes, les mots « Pro Patria », en grand, précèdent la formule classique « La ville de Bapaume à ses enfants ». Plus bas, sur le côté, se tiennent debout une femme et un enfant symbolisant manifestement la veuve et l'orphelin. La femme, la chevelure partiellement couverte d'un voile qui lui descend à l'arrière jusqu'à mi-jambes, lève le bras droit et désigne un nom avec une palme tenue à la main. Elle a, en signe de protection, la main gauche posée sur l'épaule gauche de l'enfant qui, en pantalon court, la tête levée, recueilli, tient un béret à la main droite et s'est passé une couronne mortuaire autour de l'avant-bras gauche. Le bas du monument est occupé par la liste, sur quatre colonnes, des disparus en 1939-1945.

#### Motte castrale
De l'ancien château, il ne reste plus rien derrière les pans de muraille des fortifications de la ville. Le site lui-même a conservé sa forme de cratère et a été aménagé en parc verdoyant et lieu de promenade. Ce site est surnommé "Le Donjon" par les Bapalmois.

#### Cimetière australien
Dans ce cimetière d'une superficie de 459 m2, reposent 88 corps de la guerre 1914-1918. Ce cimetière a été ouvert en mars 1917 par le 3e Australian Casualty Clearing Station, et utilisé jusqu'en juin 1917. En avril et mai 1918, 23 tombes allemandes furent ajoutées.

#### Autres lieux et monuments
À Bapaume se trouve un centre de détention. Celui-ci est notamment connu pour avoir été le dernier centre pénitentiaire ayant accueilli Lucien Léger (1937-2008) connu comme étant le plus ancien prisonnier de France (et d'Europe) et qui y séjourna plusieurs années jusqu'à sa libération en 2005.

### Personnalités liées à la commune
- Gaspard de Bavincourt (vers 1528-1576), né à Bapaume ou à Arras, chevalier de Saint-Jean de Jérusalem, moine de l'Abbaye d'Anchin.
- Hugues De Beaumetz (1140-1198), écuyer, seigneur et châtelain de Bapaume.
- Gilles Ier De Beaumetz (1170-1214), seigneur de Bapaume et Beaumetz-les-loges.
- Gilles II De Beaumetz (1205-1267), châtelain de Bapaume.
- Michèle Bellon, née à Bapaume en 1949[57], présidente du directoire d'ERDF, femme à la tête de la plus importante entreprise française en nombre de salariés (35 000) en 2012[58].
- Jean-Jacques Cottel (1953-), homme politique et maire de Bapaume, né à Bapaume.
- Jean-Paul Delevoye (né en 1947), ancien maire de Bapaume. Il occupe les fonctions de Médiateur de la République de 2004 à 2010. Il a été élu président du Conseil économique, social et environnemental (CESE) le 16 novembre 2010.
- Nicolas Joseph Ducellier (1750-1831) général français de la révolution et de l'Empire né à Bapaume
- Ignace Joseph Haudouart (1753-?), homme politique, né à Bapaume.
- Faidherbe (1818-1889), général et administrateur colonial.
- Léon Vasseur (1844-1917), compositeur, organiste et chef d'orchestre français.
- Le maire Abel Guidet (1890-1944).
- Henri Guidet (1912-1982), né à Bapaume, fils d'Abel Guidet, homme politique
- Le père de Georges Guingouin, sous-officier de carrière, fut tué à Bapaume en 1914.
- François Le Danois de Joffreville, marquis de Joffreville, lieutenant général des armées du roi de France, gouverneur de Bapaume à partir de 1712. Il fut ensuite membre du Conseil de la Guerre pendant la polysynodie.
- Hervé Peugnet (1957-2017), dit Hervé Léger-Leroux, couturier, né à Bapaume.

### Navires homonymes
- Bapaume (aviso et porte-avions école), 1920.
- Bapaume (dragueur de mines), 1947.

### Héraldique

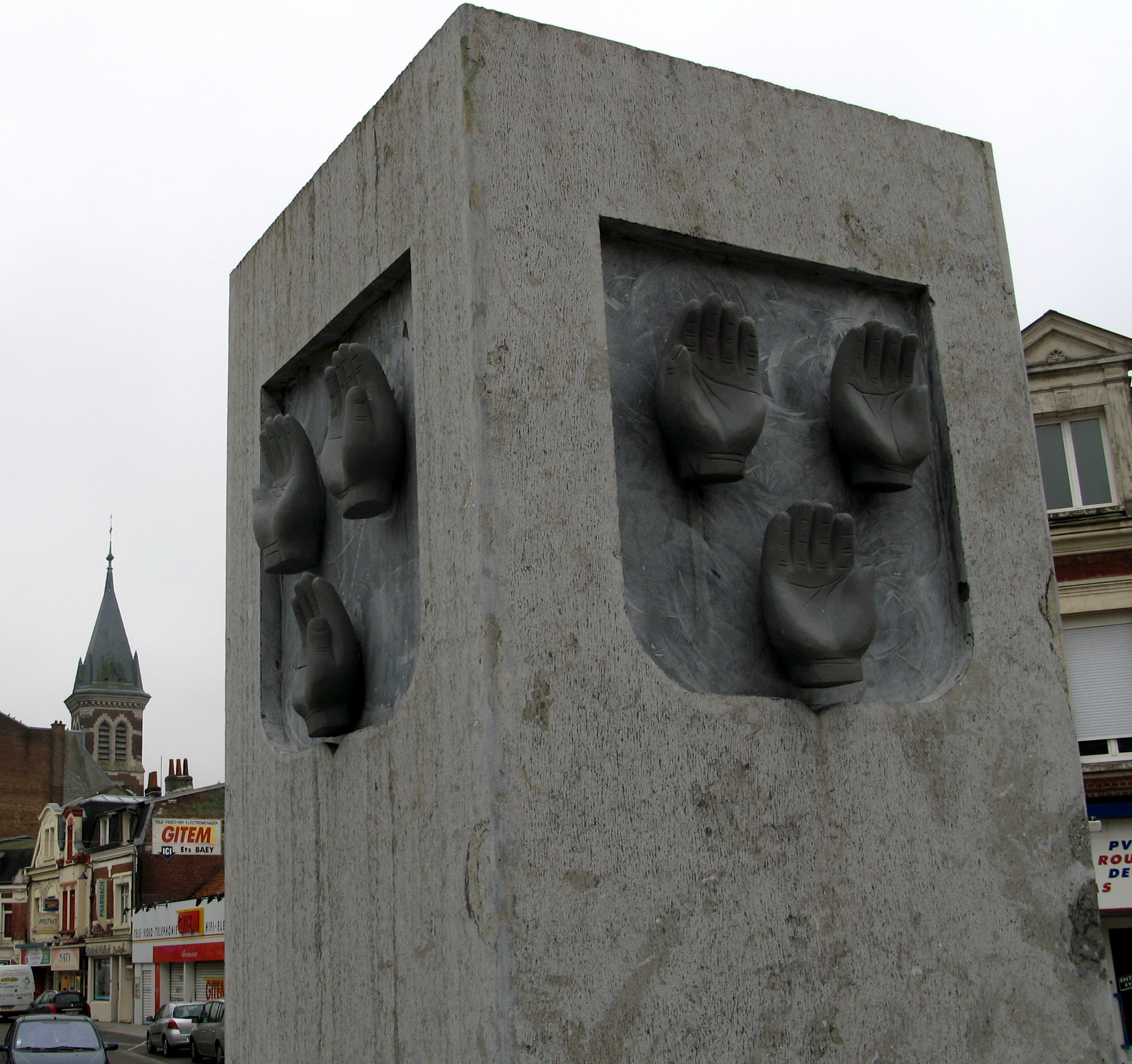
Symbole de la ville au centre du rond-point.

| Armes de Bapaume | Les armes de Bapaume se blasonnent ainsi : D'azur à trois mains appaumées d'argent, celle en chef dextre étant une main senestre. Armes parlantes (appaumées). |

Ce blason orne le dessus de la porte de l'hôtel-de-ville. Depuis le réaménagement récent du centre-ville, il figure, dans une interprétation esthétique plus moderne, sur chacune des quatre faces de plusieurs blocs de pierre dressés en différents lieux précis. Ces parallélépipèdes gris sont visibles au centre du rond-point devant la mairie et à proximité du monument aux morts (à l'angle de la rue de Péronne et la rue de la République).

## Pour approfondir